# Egzekucje uliczne w Warszawie (1943–1944)

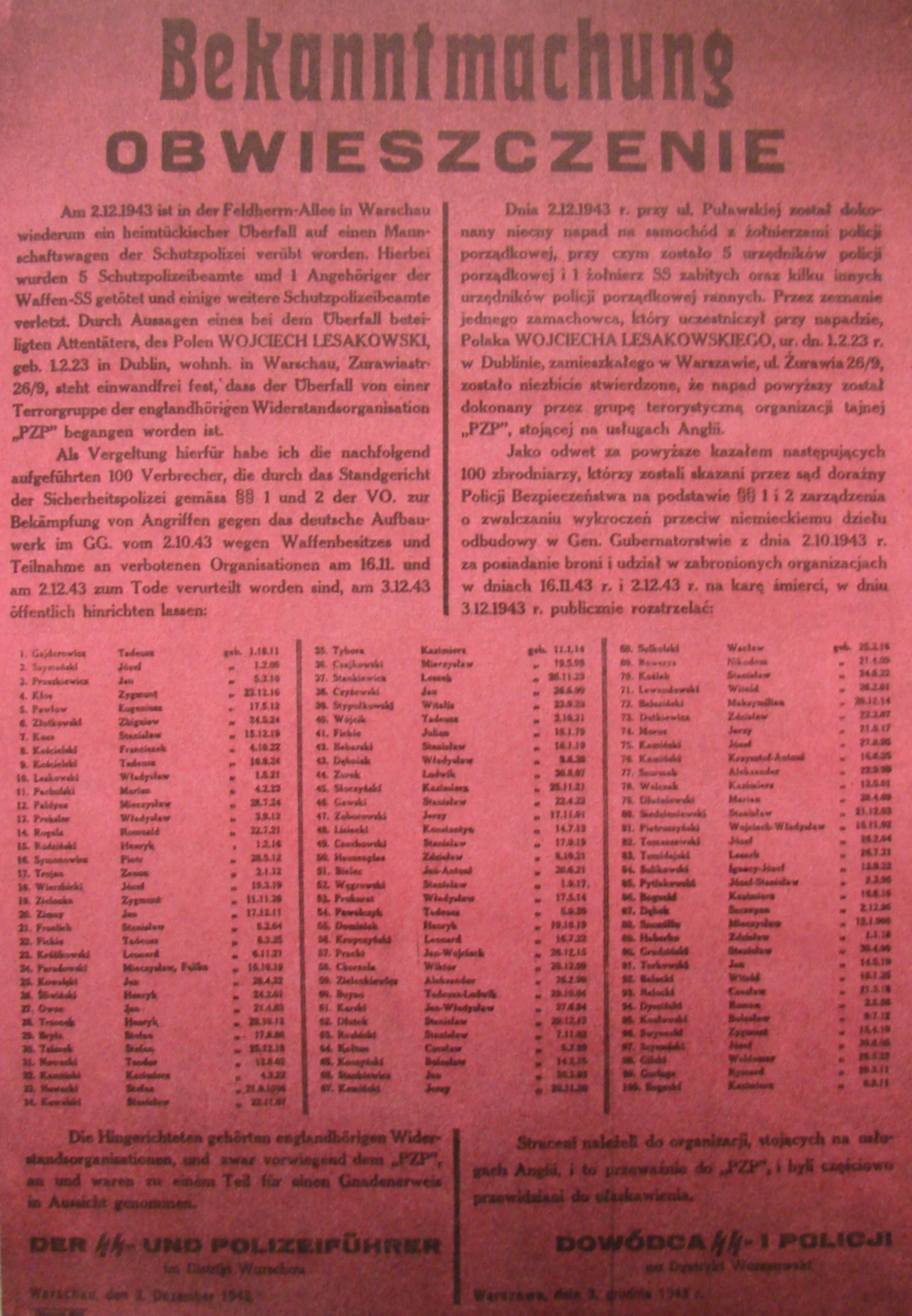
Obwieszczenie informujące o rozstrzelaniu 100 polskich zakładników. Warszawa, 3 grudnia 1943

Egzekucje uliczne w Warszawie (1943–1944) – masowe egzekucje polskich zakładników przeprowadzane przez okupantów niemieckich na ulicach Warszawy.
Pierwsze egzekucje na ulicach stolicy miały miejsce w połowie października 1943, wkrótce po objęciu stanowiska Dowódcy SS i Policji na dystrykt warszawski przez SS-Brigadeführera Franza Kutscherę. W okresie jego rządów zamordowano w Warszawie około 5000 Polaków, z czego co najmniej 1200 stracono bezpośrednio na ulicach miasta. W gronie ofiar znajdowali się przede wszystkim zwykli warszawiacy zatrzymani podczas masowych łapanek.
Niemcy zrezygnowali z jawnych egzekucji ulicznych w połowie lutego 1944 – po udanym zamachu na Kutscherę przeprowadzonym przez żołnierzy Kedywu Armii Krajowej.

## Geneza

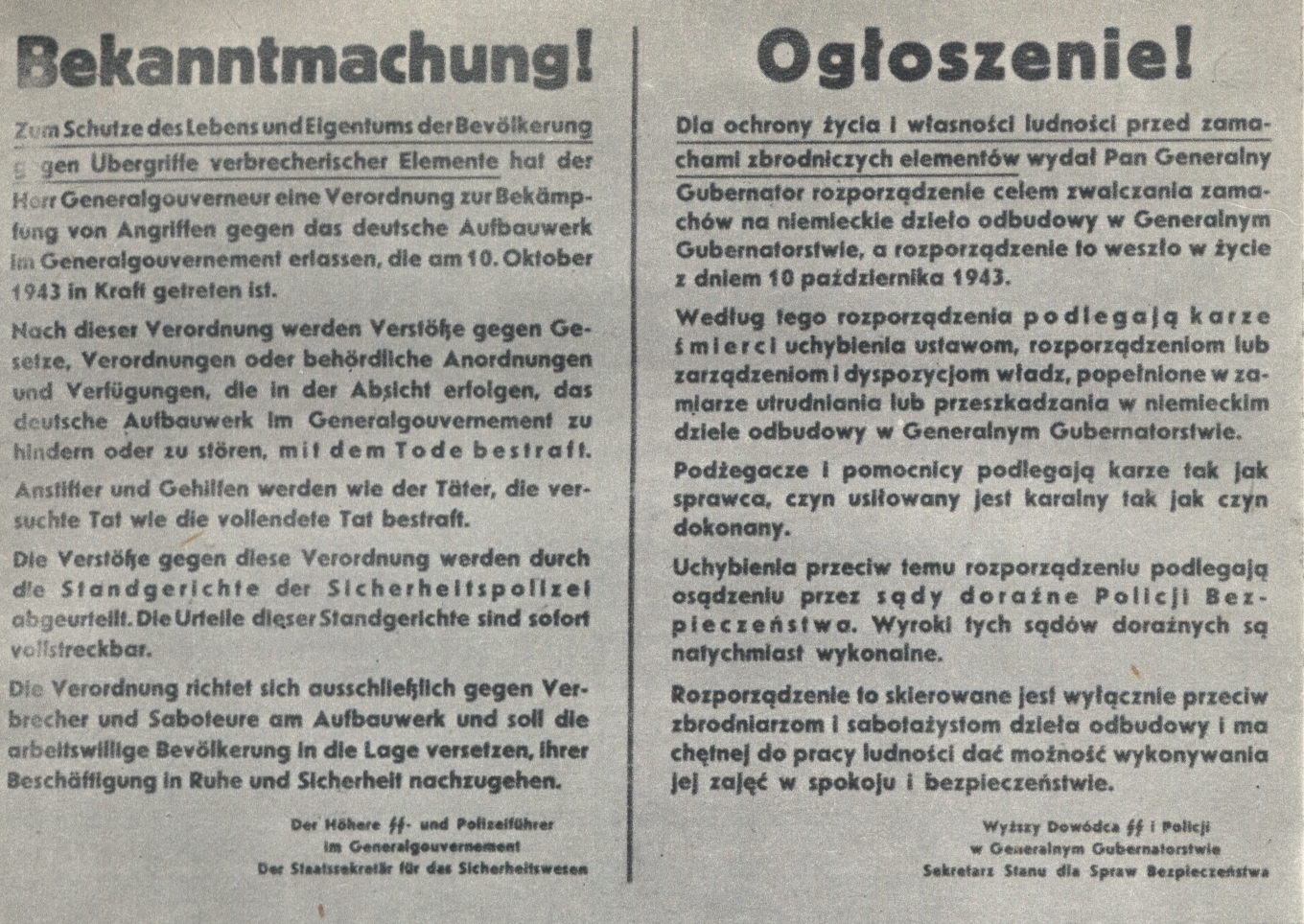
Obwieszczenie informujące o wejściu w życie rozporządzenia „o zwalczaniu zamachów na niemieckie dzieło odbudowy w Generalnym Gubernatorstwie”

Warszawa była uznawana przez niemieckich okupantów za centrum polskiego oporu przeciw nazistowskiemu „nowemu porządkowi”. Mimo iż w Generalnym Gubernatorstwie dawną stolicę Polski próbowano zdegradować do roli miasta prowincjonalnego, Warszawa nadal pozostawała centrum polskiego życia politycznego, intelektualnego i kulturalnego. Stanowiła także siedzibę władz Polskiego Państwa Podziemnego oraz miejsce funkcjonowania szczególnie silnych i dobrze zorganizowanych struktur ruchu oporu. Generalny gubernator Hans Frank zapisał w swoim dzienniku pod datą 14 grudnia 1943: „Mamy w tym kraju jeden punkt, z którego pochodzi wszystko zło: to Warszawa. Gdybyśmy nie mieli Warszawy w Generalnym Gubernatorstwie, to nie mielibyśmy 4/5 trudności, z którymi musimy walczyć. Warszawa jest i pozostanie ogniskiem zamętu, punktem, z którego rozprzestrzenia się niepokój w tym kraju”.
Od pierwszych dni okupacji Niemcy stosowali zakrojony na szeroką skalę terror wobec ludności stolicy. Był on wymierzony w pierwszym rzędzie w przedstawicieli polskich elit politycznych i intelektualnych, społeczność żydowską oraz osoby w jakikolwiek sposób powiązane z ruchem oporu. Pod błahymi pretekstami nagminnie stosowano zasadę odpowiedzialności zbiorowej. Warszawskie więzienia i areszty – Pawiak, areszt śledczy przy ul. Daniłowiczowskiej, więzienie mokotowskie, piwnice siedziby Gestapo w al. Szucha – zapełniły się aresztowanymi. Codziennością stały się uliczne łapanki, wywózki na roboty przymusowe, deportacje do obozów koncentracyjnych i zbiorowe egzekucje. Więźniów politycznych z Warszawy rozstrzeliwano zazwyczaj w tajemnicy, w okolicach niedostępnych dla osób postronnych. Miejscami kaźni stały się m.in.: ogrody sejmowe, Las Kabacki, Szwedzkie Góry na terenie Bemowa, Las Sękociński koło Magdalenki, Lasy Chojnowskie koło Stefanowa, Laski, Wydmy Łuże i Wólka Węglowa na obrzeżach Kampinosu, a przede wszystkim – „polana śmierci” w okolicach Palmir. Począwszy od wiosny 1943 polskich więźniów politycznych masowo rozstrzeliwano w ruinach getta warszawskiego. Na tym tle swego rodzaju wyjątkiem było publiczne powieszenie 50 Polaków w dniu 16 października 1942.
Polityka okupanta uległa zaostrzeniu jesienią 1943, gdy Niemcy zintensyfikowali wysiłki mające na celu złamanie rosnącego w siłę polskiego ruchu oporu. Na wniosek policji bezpieczeństwa generalny gubernator Hans Frank wydał w dniu 2 października 1943 rozporządzenie „o zwalczaniu zamachów na niemieckie dzieło odbudowy w Generalnym Gubernatorstwie” (weszło w życie 10 października). Rozporządzenie całkowicie usankcjonowało stosowaną przez okupantów zasadę odpowiedzialności zbiorowej, przewidując m.in., iż „podżegacze i pomocnicy podlegają karze jak sprawca”, a „czyn usiłowany jest karalny tak jak czyn dokonany”. W praktyce na tej podstawie rozstrzeliwano całkowicie przypadkowe osoby. Poufne wytyczne w sprawie stosowania tego aktu precyzowały przy tym, że za „zamach na niemieckie dzieło odbudowy” może być uznany nawet nielegalny ubój lub handel na czarnym rynku. Rozporządzenie przewidywało tylko jedną formę kary – wyrok śmierci wykonywany w trybie natychmiastowym. Uczyniło ono także doraźne sądy policji bezpieczeństwa (niem. Standgericht) jedynymi organami właściwymi do rozpatrywania spraw o „zamachy na niemieckie dzieło odbudowy”. Zgodnie ze słowami samego Franka (19 października 1943) sądy doraźne zostały wyposażone w „nadzwyczajne pełnomocnictwa, z odsunięciem na bok wszelkich hamujących obiekcji natury formalnej”.
Zaostrzenie kursu wobec ludności Generalnego Gubernatorstwa przełożyło się w szczególności na zwiększenie represji wobec ludności Warszawy, gdzie w ocenie niemieckich władz policyjnych sytuacja pozostawała szczególnie napięta. Kwestię tę omawiano m.in. podczas narady z udziałem generalnego gubernatora Franka, odbytej w Krakowie w dniu 27 września 1943. Zapowiedziano wówczas przeprowadzenie w Warszawie wielkiej obławy wymierzonej w ukrywających się Żydów oraz osoby zamieszkujące w mieście bez zameldowania. Podkreślono przy tym, że wszystkie osoby przebywające w Warszawie, a nie mogące się w dostatecznym stopniu wylegitymować, zostaną rozstrzelane, gdyż „wszystkich tych, którzy ukrywają się w Warszawie, należy uznać za członków grup terrorystycznych”. W trakcie narady SS-Oberführer Walter Bierkamp, dowódca SD i policji bezpieczeństwa w Generalnym Gubernatorstwie (BdS), podkreślił, iż planowane działania mają sprawić, aby „ludność polska poczuła, że władze niemieckie teraz już naprawdę ostro biorą się do rzeczy”.
Drastyczne nasilenie terroru wobec ludności stolicy zbiegło się także z objęciem funkcji Dowódcy SS i Policji na dystrykt warszawski przez SS-Brigadeführera Franza Kutscherę (25 września 1943). Nowy SS- und Polizeiführer był zwolennikiem stosowania polityki twardej ręki wobec podbitych przez III Rzeszę narodów. Środkiem, za pomocą którego zamierzał spacyfikować Warszawę, były masowe egzekucje zakładników, dokonywane w odwecie za każde antyniemieckie wystąpienie. W odróżnieniu od dotychczasowej praktyki część ofiar planowano jednak likwidować w sposób jawny – tj. na ulicach miasta. Niemcy liczyli, że w ten sposób zdołają zastraszyć mieszkańców stolicy, a zarazem wbić klin pomiędzy ruch oporu a ludność cywilną.

## Egzekucje uliczne w okresie rządów Kutschery

### Początek akcji represyjnej

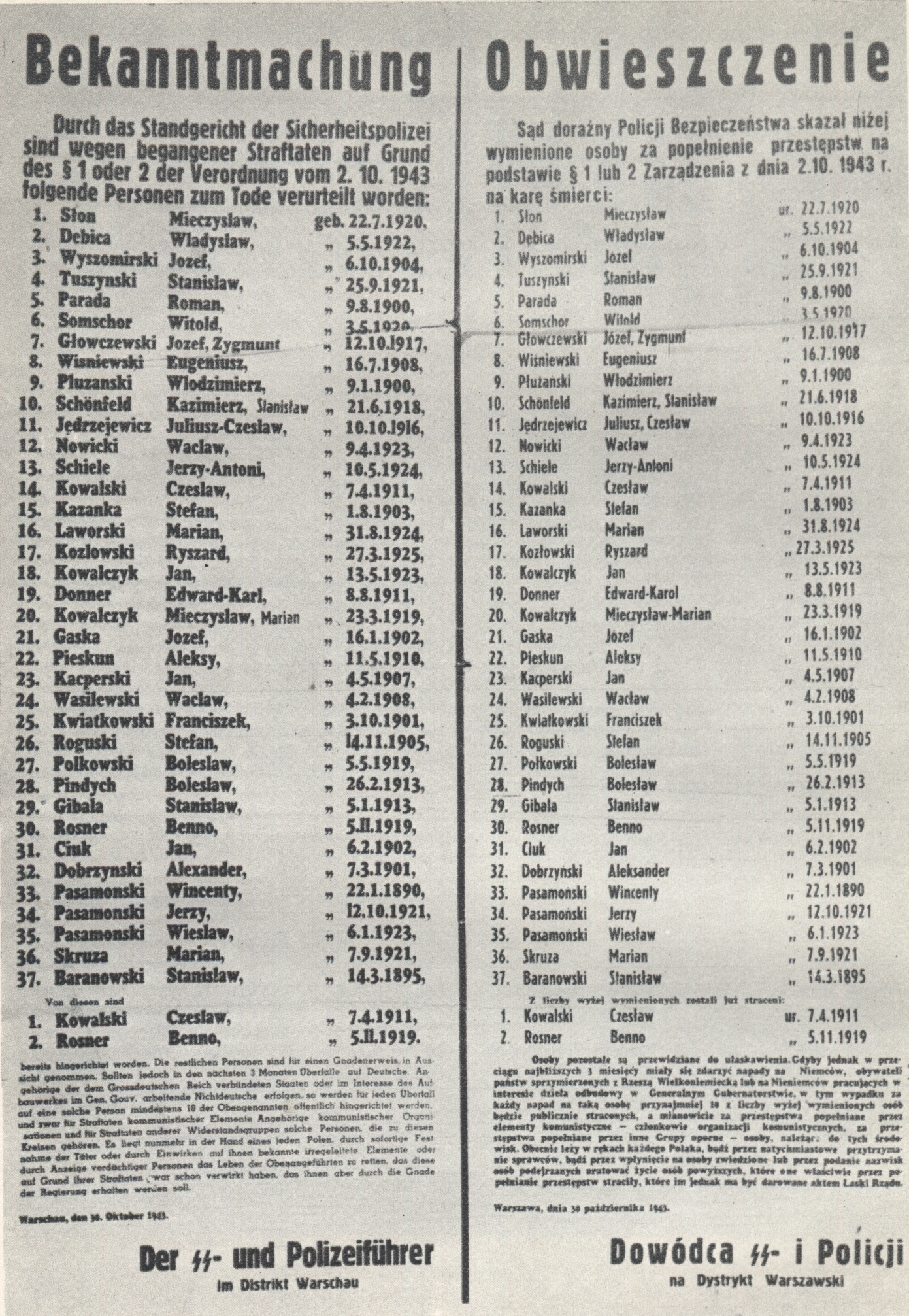
Obwieszczenie z 30 października 1943, informujące o skazaniu na śmierć 37 Polaków. Informuje ono, iż dwóch skazańców zostało już straconych, a pozostali będą traktowani jako zakładnicy

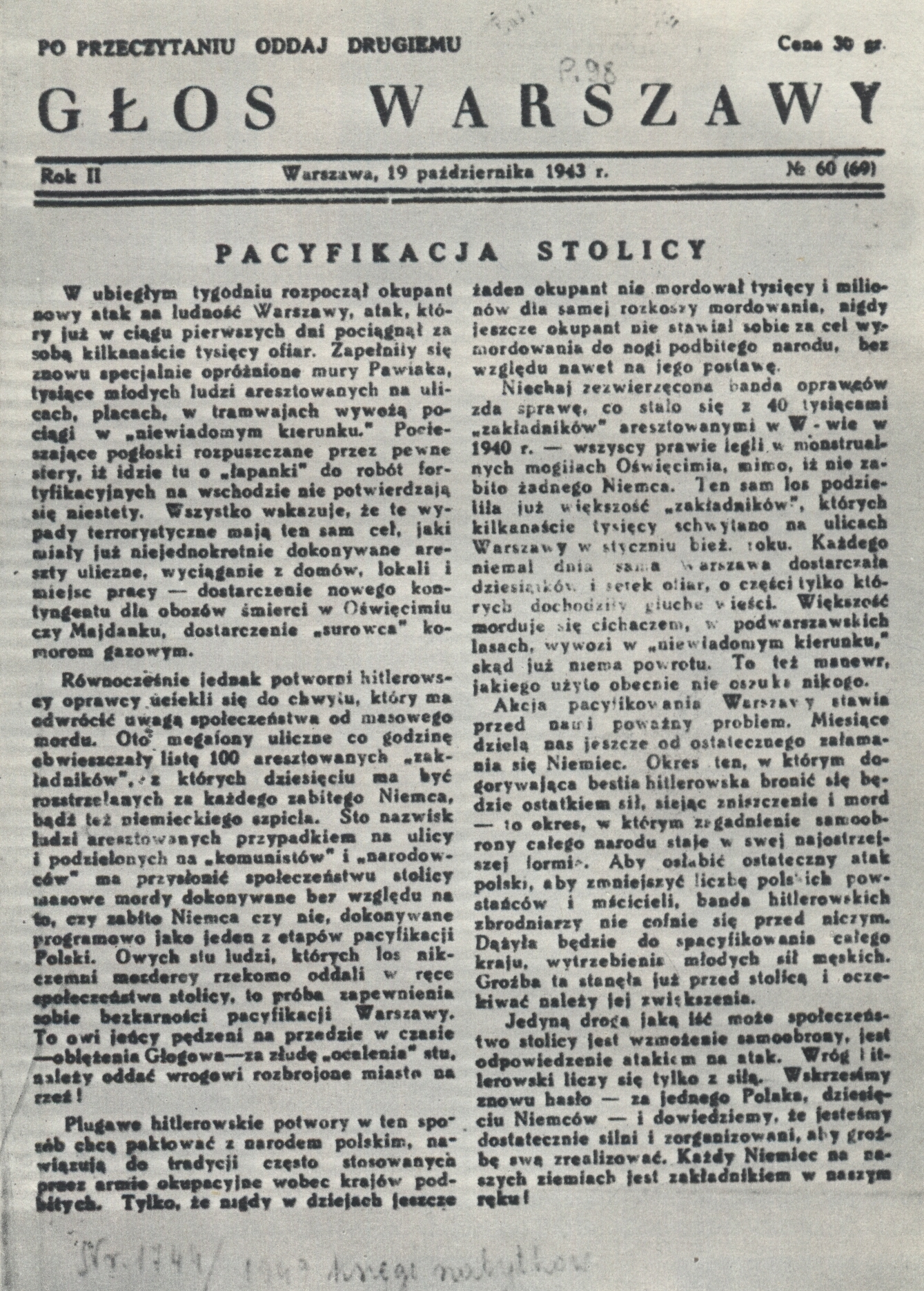
Artykuł na temat nowej fali terroru niemieckiego, opublikowany w warszawskim organie PPR

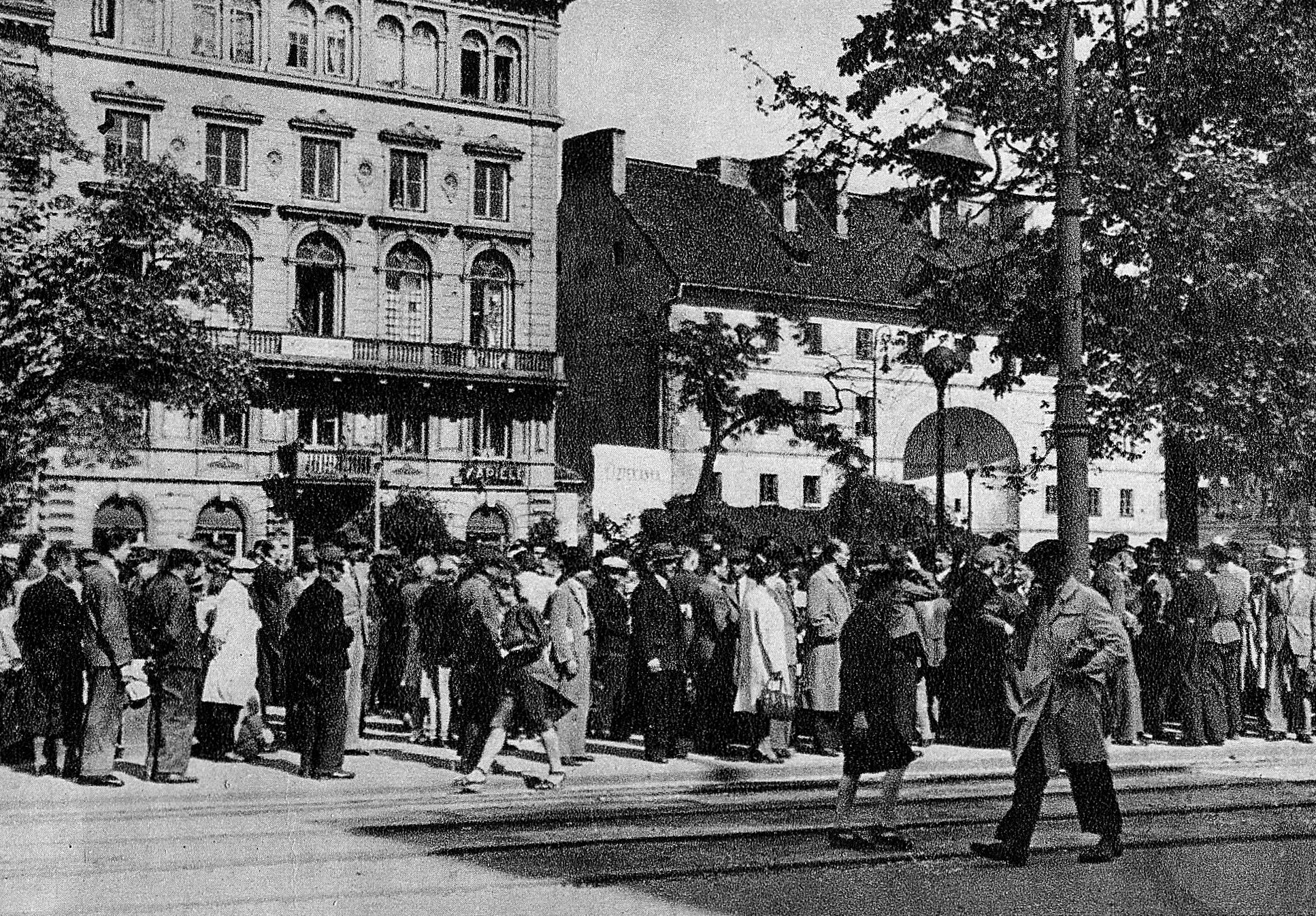
Mieszkańcy Warszawy zgromadzeni pod jednym z megafonów ulicznych („szczekaczek”) przez które były ogłaszane m.in. zarządzenia władz niemieckich oraz informacje o zatrzymanych zakładnikach i przeprowadzanych egzekucjach

W pierwszej dekadzie października 1943 w Warszawie zaczęły krążyć pogłoski o planowanej przez okupanta wielkiej akcji represyjnej, której celem miało być jakoby wymordowanie 20 000 mieszkańców miasta. Tymczasem 13 października – trzy dni po wejściu w życie rozporządzenia „o zwalczaniu zamachów na niemieckie dzieło odbudowy…” – Warszawę dotknęła fala łapanek ulicznych o niespotykanym dotychczas zasięgu i brutalności. Masowe obławy miały miejsce w wielu punktach miasta, w szczególności jednak dotknęły Śródmieście (m.in. rejon Dworca Głównego i placu Trzech Krzyży). Wiele osób zatrzymano również w mieszkaniach. Podziemny „Biuletyn Informacyjny” oceniał, że tego dnia Niemcy aresztowali blisko 1500 warszawiaków. Na samym tylko Pawiaku osadzono od 350 do 450 osób. „Starzy” więźniowie odnotowali wówczas, iż nowo przybyłych nie zarejestrowano w więziennej ewidencji. Ponadto nie zastosowano wobec nich normalnej procedury, na którą składało się m.in. skierowanie do łaźni, czy oddanie prywatnych przedmiotów do depozytu. Zamiast tego nowych więźniów skierowano do specjalnych cel oznaczonych napisem Aktion (pol. „Akcja”). Dotychczas na Pawiaku traktowano w ten sposób wyłącznie schwytanych po „aryjskiej stronie” Żydów, których po krótkim pobycie w więzieniu rozstrzeliwano w trybie doraźnym. Przez kilka następnych dni wachmani z załogi Pawiaka brutalnie znęcali się nad przywiezionymi z łapanek więźniami. Doszło do kilku zabójstw.
Odtąd łapanki były przeprowadzane przez Niemców niemal codziennie – nierzadko kilka razy w ciągu jednego dnia, w różnych punktach miasta. W łapankach uczestniczyli funkcjonariusze Gestapo i policji niemieckiej, członkowie Waffen-SS, a czasami także żołnierze Wehrmachtu i Luftwaffe oraz niemiecka młodzież z Hitlerjugend. Zazwyczaj niemieckie kordony zamykały dla ruchu większy odcinek ulicy lub nawet całe kwartały, po czym obława metodycznie wyłapywała wszystkich polskich mężczyzn przebywających akurat na ulicach, w sklepach, w kawiarniach lub w zatrzymanych tramwajach. Obok mężczyzn i chłopców zagarniano czasami również kobiety i starców. Zatrzymanych zmuszano, aby z rękami podniesionymi do góry stanęli twarzą do ściany przy najbliższym budynku, a następnie po powierzchownej rewizji – czasem nawet bez sprawdzenia dokumentów – ładowano ich do policyjnych ciężarówek i zawożono na Pawiak lub do cel przejściowych w przyziemiu gmachu Gestapo w al. Szucha 25 (tzw. tramwaje). Niemcy nie honorowali przy tym żadnych zaświadczeń, z wyjątkiem tych, które potwierdzały zatrudnienie w instytucjach pracujących dla potrzeb wojennych (kriegswichtige Betriebe). Do osób próbujących ucieczki lub zbyt wolno reagujących na polecenia otwierano ogień bez ostrzeżenia. Tylko w pierwszym tygodniu „akcji” do warszawskiego prosektorium przy ul. Oczki przywieziono ciała 27 osób zastrzelonych podczas obław na ulicach miasta (w tym zwłoki kilku kobiet). Na Pawiaku ofiary łapanek były stłaczane w ciasnych celach – bez rejestracji w więziennej ewidencji, czy dopełniania innych obowiązujących w takich wypadkach formalności. Nie poddawano ich żadnemu śledztwu, nie przeprowadzano nawet przesłuchań. Ponadto osoby zatrzymane w ramach „akcji” były przetrzymywane w ścisłej izolacji od pozostałych więźniów. Dostęp do ich cel posiadali wyłącznie niemieccy lub ukraińscy wachmani, którzy brutalnie znęcali się nad aresztantami. Częste były wypadki zabójstw w celach lub na więziennym podwórzu.
Ulicznym łapankom towarzyszyły liczne aresztowania indywidualne. Objęły one m.in. urzędników polskiego Zarządu Miejskiego. Z czasem Niemcy ograniczyli częstotliwość łapanek, zastępując je wzmożoną aktywnością patroli ulicznych, które masowo legitymowały i rewidowały przypadkowych przechodniów. Osoby budzące jakiekolwiek podejrzenia lub z rozmaitych powodów zwracające na siebie uwagę były zatrzymywane i odwożone na Pawiak (czasem aresztowano w ten sposób nawet do 200 osób dziennie). Ponadto jesienią 1943 roku łapanki i masowe aresztowania dotknęły liczne miejscowości dystryktu warszawskiego – m.in. Błonie, Garwolin, Legionowo, Łowicz, Mińsk Mazowiecki, Ostrów Mazowiecką, Pruszków, Radzymin, Rembertów, Sochaczew, Tłuszcz i Żyrardów. Zatrzymane tam osoby zazwyczaj przywożono na Pawiak.
Zakrojone na szeroką skalę łapanki nie były nowością dla mieszkańców Warszawy. O ile jednak poprzednio były one urządzane w celu skompletowania kontyngentów przymusowej siły roboczej lub sformowania transportów do obozów koncentracyjnych, o tyle ofiary październikowych obław traktowano jako zakładników. 15 października w godzinach porannych ogłoszono przez megafony uliczne pierwsze z wielu obwieszczeń Kutschery (występującego anonimowo jako „Dowódca SS i Policji na dystrykt warszawski”). W komunikacie poinformowano
o rozstrzelaniu 7 osób oraz zapowiedziano, że w odwecie za każdego poszkodowanego Niemca zostanie straconych 10 Polaków – „tego samego dnia i w miejscu dokonania zamachu”. Jednocześnie podano do wiadomości imienną listę 60 zakładników, których planowano rozstrzelać w pierwszej kolejności (w obwieszczeniach nadawanych w godzinach wieczornych owa lista wydłużyła się do 100 nazwisk). W gronie zakładników znalazło się kilka kobiet. Pierwszą uliczną egzekucję Niemcy przeprowadzili już następnego dnia. Około godziny 16:00 z Pawiaka zabrano 25 więźniów, których ręce skrępowano sznurami, a oczy zawiązano czarnymi opaskami. Pięciu zakładników rozstrzelano w ruinach getta, a pozostałych dwudziestu stracono przy al. Niepodległości 141 na Mokotowie (na odcinku między ulicami Madalińskiego a Różaną). W nocy z 16 na 17 października rozstrzelano w getcie kolejnych 9 więźniów. Z kolei następnego dnia z Pawiaka ponownie zabrano 25 zakładników. Pięciu więźniów zamordowano w ruinach getta, a pozostałych dwudziestu rozstrzelano pod murem obok budynku Dyrekcji Telefonów przy ul. Piusa XI nr 17 (dziś ul. Piękna). Uliczne egzekucje przeprowadzano odtąd nieprzerwanie aż do połowy lutego 1944.

### Przebieg typowej egzekucji ulicznej

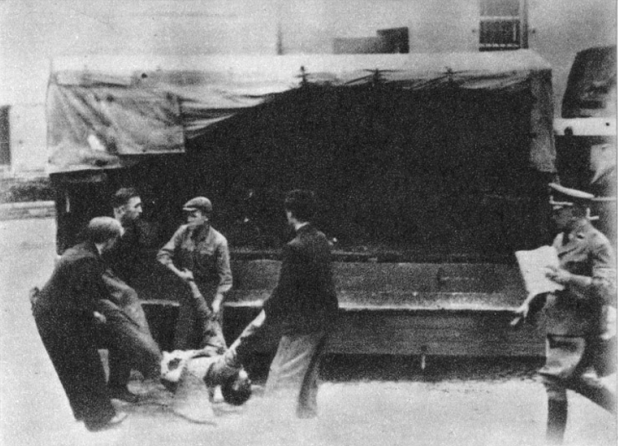
Uprzątanie ciał ofiar egzekucji ulicznej

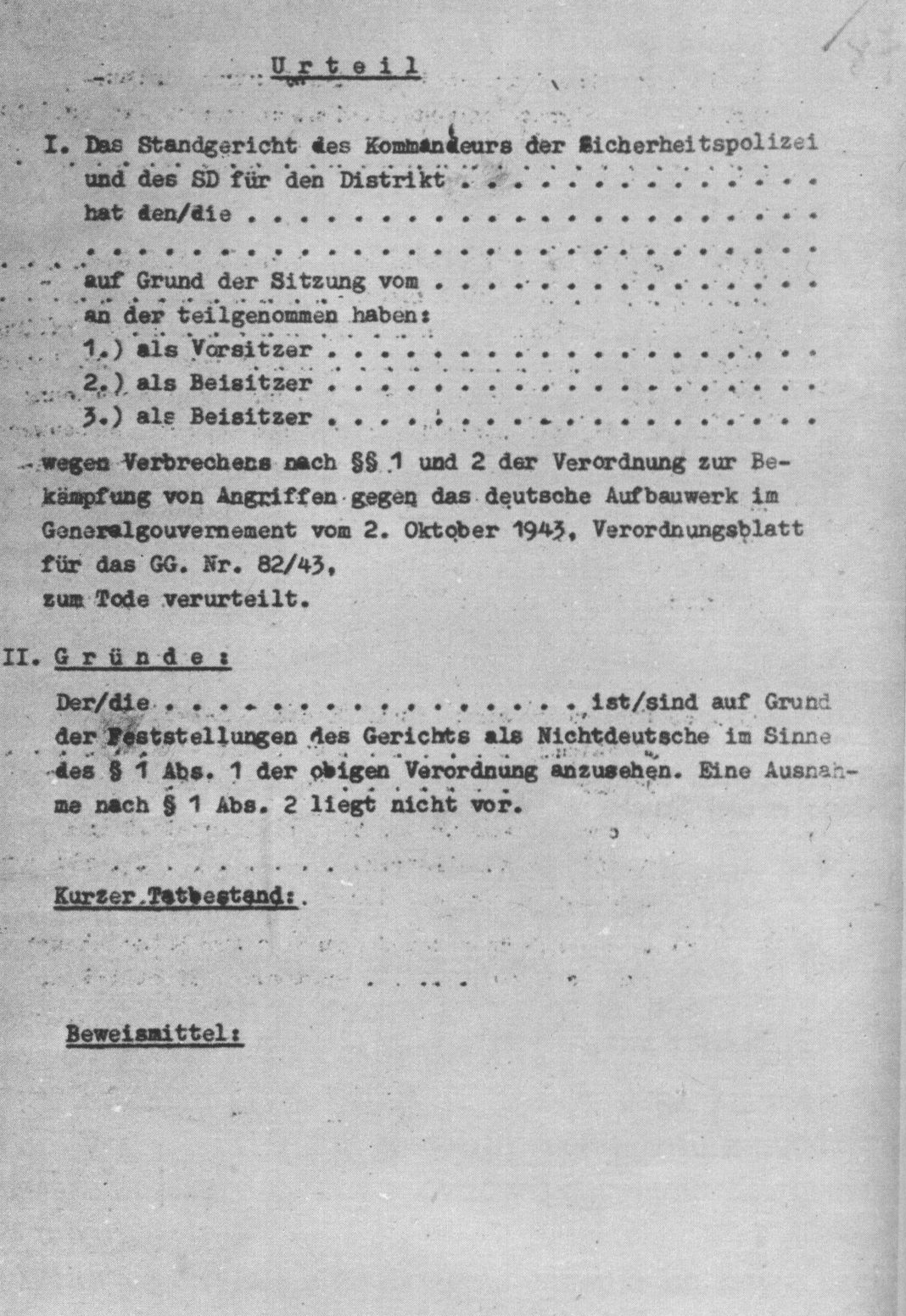
Blankiet wyroku śmierci wykorzystywany przez policyjne sądy doraźne

Egzekucje przeprowadzane na ulicach Warszawy często określa się mianem „egzekucji publicznych”. Jest to określenie nieścisłe, gdyż w rzeczywistości Niemcy dokładali wysiłków, aby uniemożliwić mieszkańcom stolicy obserwowanie przebiegu kaźni. Ulice, na których zamierzano rozstrzelać zakładników, zawczasu blokowano kordonem policyjnym. Zamykano przy tym okoliczne sklepy oraz przepędzano wszystkich potencjalnych gapiów. Niemcy zakazali również obserwowania egzekucji z okien domów. Do osób niepodporządkowujących się temu zarządzeniu otwierano ogień bez ostrzeżenia.
Dla zachowania pozorów praworządności wielu zakładników zostało skazanych na śmierć przez policyjny sąd doraźny. W rzeczywistości postępowania prowadzone przed Standgerichtem stanowiły parodię procesu sądowego, gdyż odbywały się w trybie maksymalnie uproszczonym i przyspieszonym. Zazwyczaj funkcjonariusz Gestapo zatrudniony w referacie IV A 3b („sąd doraźny i zarządzenia odwetowe”) w urzędzie komendanta SD i policji bezpieczeństwa na dystrykt warszawski (KdS) wypełniał po prostu blankiet wyroku, przy czym sama sentencja skazania na śmierć była już zazwyczaj wydrukowana. Wypełniony blankiet przedkładano następnie do podpisu trzem funkcjonariuszom policji bezpieczeństwa, na mocy rozkazu komendanta pełniącym w danym tygodniu funkcję rotacyjnych członków sądu doraźnego. Po dopełnieniu tej procedury Referat IV A 3b – w uzgodnieniu z dowództwem policji ochronnej (niem. Schutzpolizei) – ustalał termin egzekucji, jej miejsce i formę, a także liczbę osób przewidzianych do stracenia. W gronie skazańców znajdowały się przede wszystkim osoby oskarżone o błahe przestępstwa oraz przypadkowe ofiary łapanek, ponieważ więźniowie interesujący z punktu widzenia Gestapo byli zazwyczaj oszczędzani do czasu zakończenia śledztwa. Nierzadko o życiu lub śmierci aresztanta decydowały szeregowe urzędniczki sekretariatu w Wydziale IV urzędu warszawskiego KdS, które na podstawie wytycznych szefa wydziału co do planowanych rozmiarów egzekucji sporządzały odpowiednio liczną listę skazańców – wybierając nazwiska ze swoistej „puli” więźniów przewidzianych do rozstrzelania przy nadarzającej się okazji. Wielu warszawiaków zatrzymanych podczas ulicznych łapanek zostało zamordowanych po spędzeniu jednej nocy na Pawiaku, a czasem po upływie zaledwie kilku godzin od zatrzymania.
Na Pawiaku wśród krzyków i brutalnego poszturchiwania ładowano skazańców na samochody ciężarowe. Początkowo wywożono ich na egzekucję w tej samej odzieży, w której zostali zatrzymani. Po pewnym czasie Niemcy zaczęli jednak odbierać ofiarom ubrania, buty oraz okrycia wierzchnie. Rozstrzeliwano ich odtąd bosych i w bieliźnie, czasem ubranych w więzienne drelichy lub papierowe „ersatz” ubrania. Zazwyczaj jeszcze na Pawiaku skazańcom zawiązywano opaski na oczy, krępowano im ręce na plecach, a na miejsce egzekucji zawożono skutych parami. Świadkowie wspominali, że podczas pierwszych egzekucji niektórzy zakładnicy próbowali wznosić patriotyczne okrzyki lub intonować pieśni. W rezultacie Niemcy zaczęli zakładać ofiarom worki na głowę, a czasem nawet zatykać usta gipsem i zalepiać taśmą klejącą. Z powodu nienaturalnego spokoju, z jakim część zakładników szła na egzekucję, świadkowie wnioskowali, że ofiarom podawano przed śmiercią narkotyki lub silne środki uspokajające. Podejrzewano, że szmaty, którymi wiązano im usta, były przesycone oszołamiającą substancją. Świadkowie wspominali, że wielu skazańców z trudem utrzymywało się na własnych nogach, stąd pojawiły się pogłoski, że wobec przypadków czynnego oporu Niemcy pobierają od skazańców znaczne ilości krwi. Bardzo rzadko miały miejsce wypadki, gdy skazańcom odczytywano wyrok śmierci przed wywiezieniem na egzekucję.
Egzekucje przeprowadzano zazwyczaj według jednakowego scenariusza. Najpierw silna eskorta policyjna odgradzała miejsce planowanej egzekucji. Następnie pojawiał się tam pluton egzekucyjny, w skład którego wchodziło zazwyczaj ok. 20–30 funkcjonariuszy Schutzpolizei (czasami w egzekucji brali także udział wachmani z załogi Pawiaka). Na sam koniec przyjeżdżały ciężarówki ze skazańcami. Grupami po 5–10 osób (w zależności od ogólnej liczby skazańców) więźniów prowadzono przed pluton egzekucyjny, po czym rozstrzeliwano ich salwami karabinowymi lub ogniem karabinu maszynowego. Ofiary dające oznaki życia dobijał strzałem pistoletowym dowódca plutonu egzekucyjnego. Po kilkudziesięciu minutach egzekucja była zakończona. Do pracy przystępowało wówczas więźniarskie komando, złożone najczęściej z Żydów przetrzymywanych w obozie koncentracyjnym KL Warschau. Ładowali oni ciała zamordowanych na ciężarówki oraz doprowadzali ulicę do porządku, zmywając krew wodą z hydrantów i posypując piaskiem. Czasami celem zatarcia śladów egzekucji Niemcy polecali szczotkować bruk uliczny i tynkować ściany, pod którymi rozstrzelano zakładników. Prośby rodzin o wydanie ciał bliskich zawsze odrzucano. Zwłoki ofiar były palone przez więźniów KL Warschau – początkowo na otwartych stosach w ruinach getta, później w obozowym krematorium. Ubrania i przedmioty należące do skazańców były sortowane w magazynach Pawiaka. Część przedmiotów była przywłaszczana przez członków załogi lub rozdawana więźniom (w tym ostatnim przypadku były to zazwyczaj ubrania najgorszej jakości). Resztę zawożono do magazynu w domu przy al. Szucha 14, a następnie rozdawano warszawskim Reichsdeutschom i Volksdeutschom.
Celem wywarcia odpowiedniego efektu psychologicznego imiona i nazwiska rozstrzelanych były odczytywane przez megafony uliczne. Następnie odczytywano listę z nazwiskami kolejnych zakładników, których planowano stracić w przypadku, gdyby doszło w Warszawie do kolejnego antyniemieckiego zamachu. Po pewnym czasie ogłoszenia megafonowe zastąpiono wywieszanymi na murach obwieszczeniami (Bekanntmachung). Słynne plakaty – drukowane na różowym papierze i zazwyczaj opatrzone anonimowym podpisem „Dowódca SS i Policji na dystrykt warszawski” – pojawiły się po raz pierwszy na ulicach Warszawy w dniu 31 października 1943 (z datą 30 października). W owych komunikatach starano się pomijać milczeniem fakt, iż wśród rozstrzelanych znajdowały się kobiety. Jednocześnie zgodnie z zaleceniami SS-Oberführera Bierkampa w obwieszczeniach każdorazowo informowano, że rozstrzelani zakładnicy „byli przewidziani do ułaskawienia”. Okupanci liczyli, że skłonią w ten sposób polską ludność do współpracy z niemieckim aparatem bezpieczeństwa (w celu ocalenia kolejnych zakładników). Ponadto chcąc wzmocnić efekt zastraszenia Niemcy rozpuszczali w Warszawie odpowiednio spreparowane pogłoski. W mieście zaczęła m.in. krążyć plotka o rzekomym stwierdzeniu pewnego Volksdeutscha, iż „gdyby Polacy wiedzieli co ich czeka, to zawczasu potruliby się”. Pojawiły się także doniesienia, iż rowy kopane na placach i peryferiach Warszawy są przeznaczone na masowe groby dla Polaków.
Tymczasem już po pierwszych egzekucjach grupy warszawiaków zaczęły się spontanicznie gromadzić na miejscach kaźni. Zapalano tam świeczki, składano wieńce i wiązanki kwiatów, odmawiano głośno modlitwy. Niektóre osoby moczyły chusteczki w krwi zamordowanych, traktując je później jako relikwie. Początkowo Niemcy tolerowali owe zgromadzenia, gdyż liczyli, że pomogą one pogłębić panujący w mieście nastrój grozy. Później, gdy zorientowano się, iż tworzą one okazję do patriotycznych manifestacji, reakcje niemieckich patroli stały się bardzo brutalne. Improwizowane miejsca pamięci demolowano, a zgromadzenia rozpędzano. Zdarzało się, że policjanci bez ostrzeżenia otwierali ogień do modlących się ludzi.

### Kalendarium egzekucji

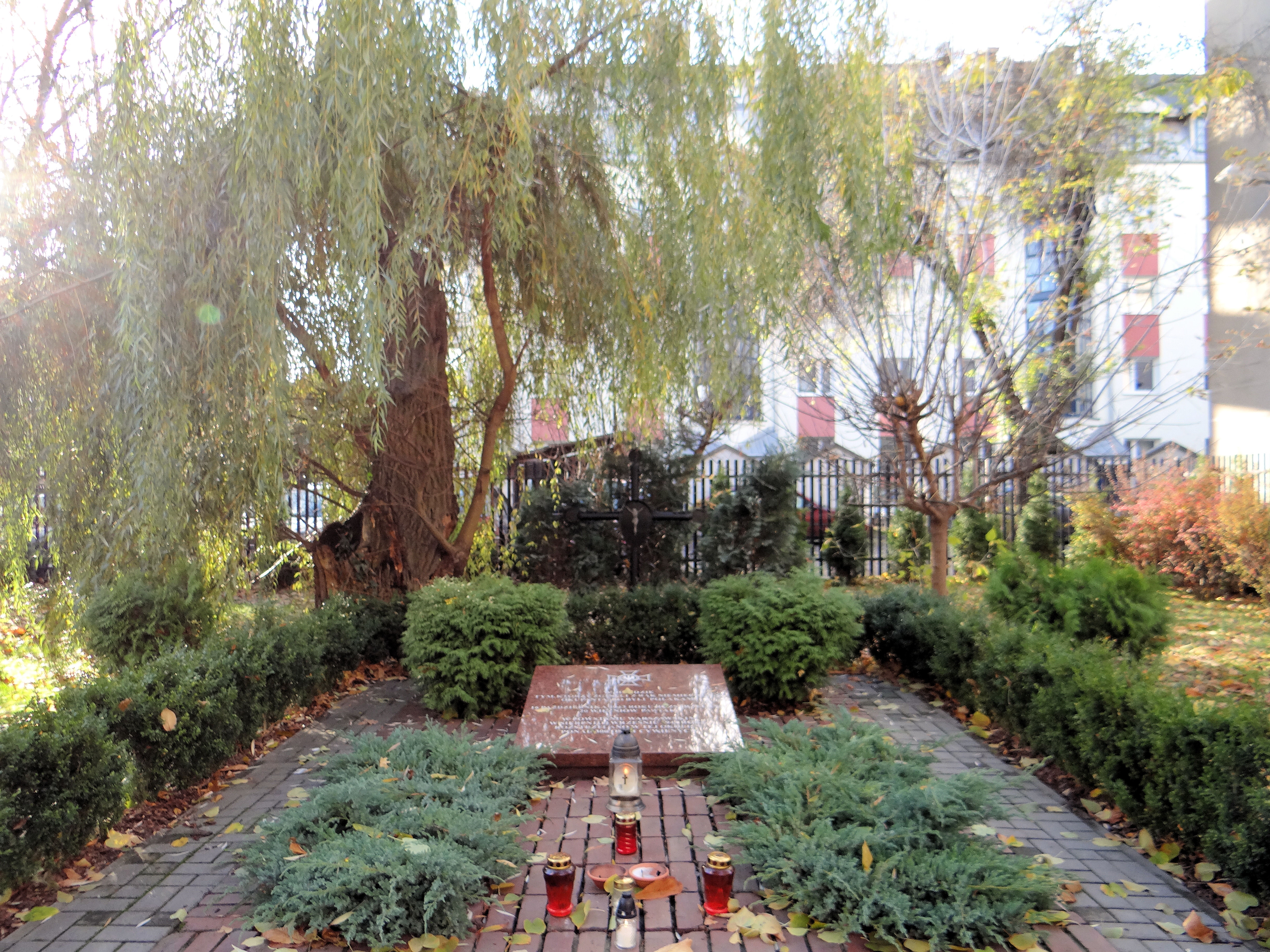
Tablica upamiętniająca pierwszą egzekucję uliczną w Warszawie (al. Niepodległości 141)

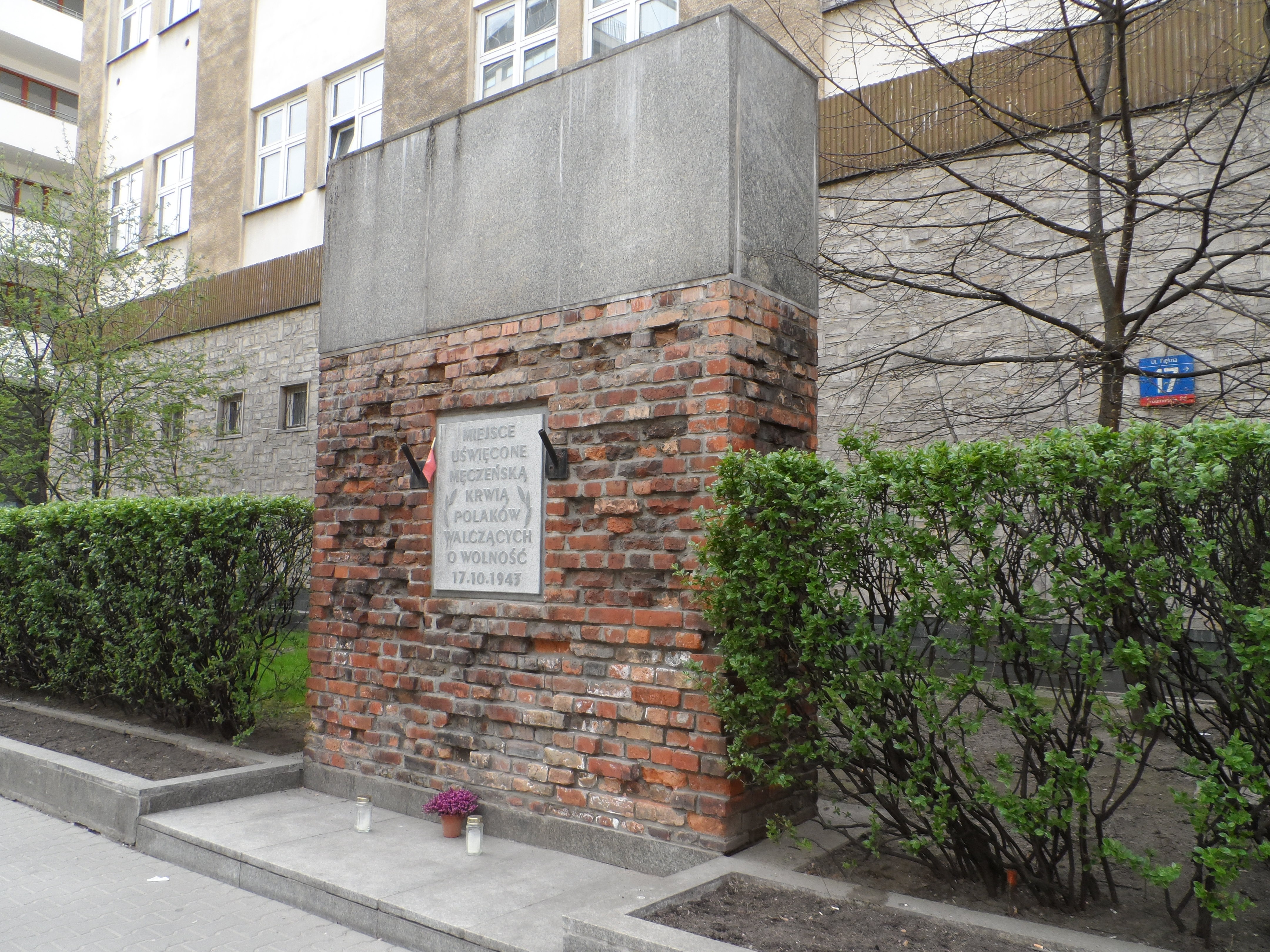
Tablica upamiętniająca egzekucję zakładników przy ul. Piusa XI (obecnie ul. Piękna 17)

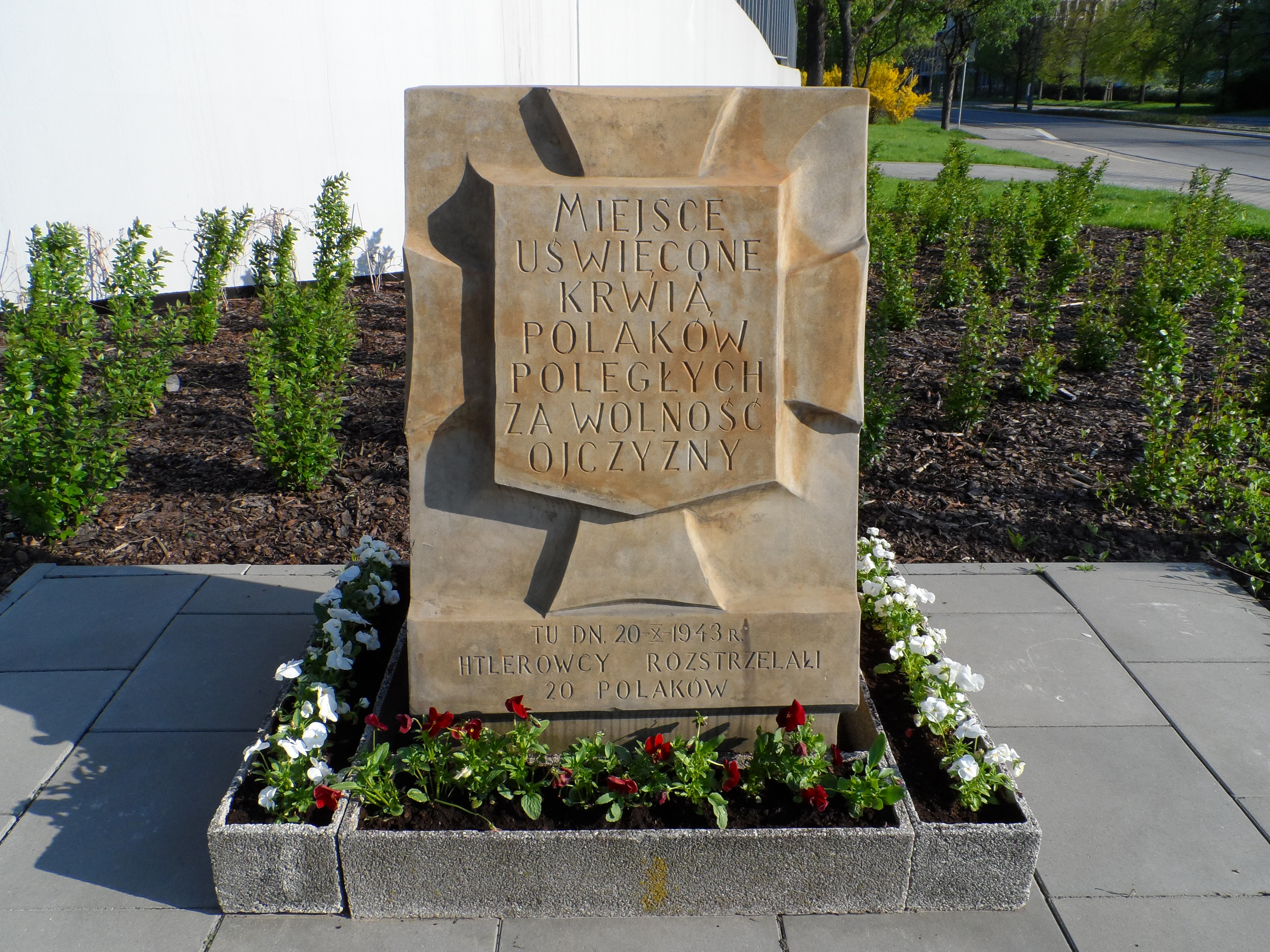
Tablica upamiętniająca egzekucję zakładników przy nasypie wiaduktu koło Dworca Gdańskiego

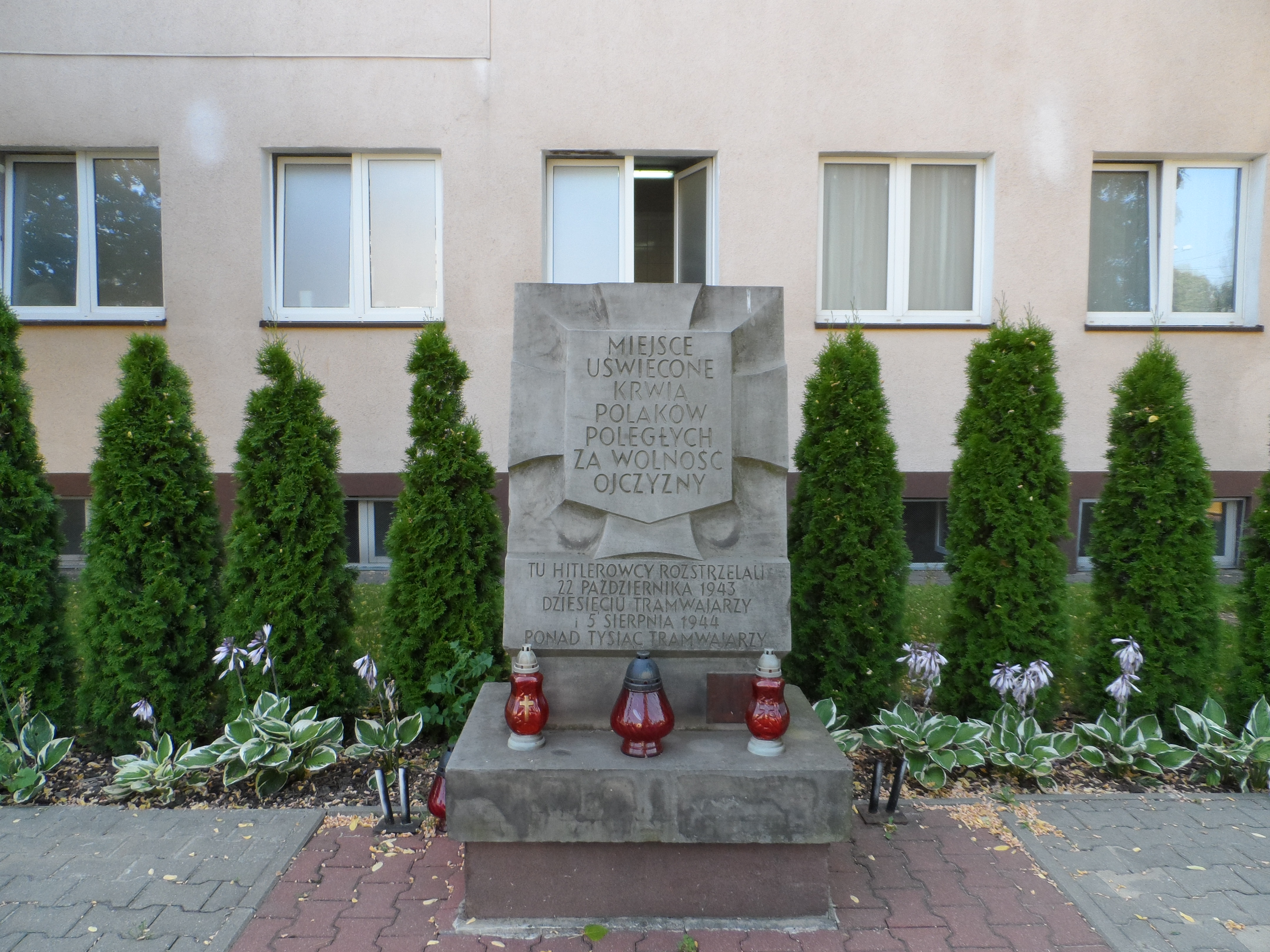
Tablica na terenie zajezdni tramwajowej „Wola” (ul. Młynarska 2), upamiętniająca m.in. zakładników rozstrzelanych w październiku 1943

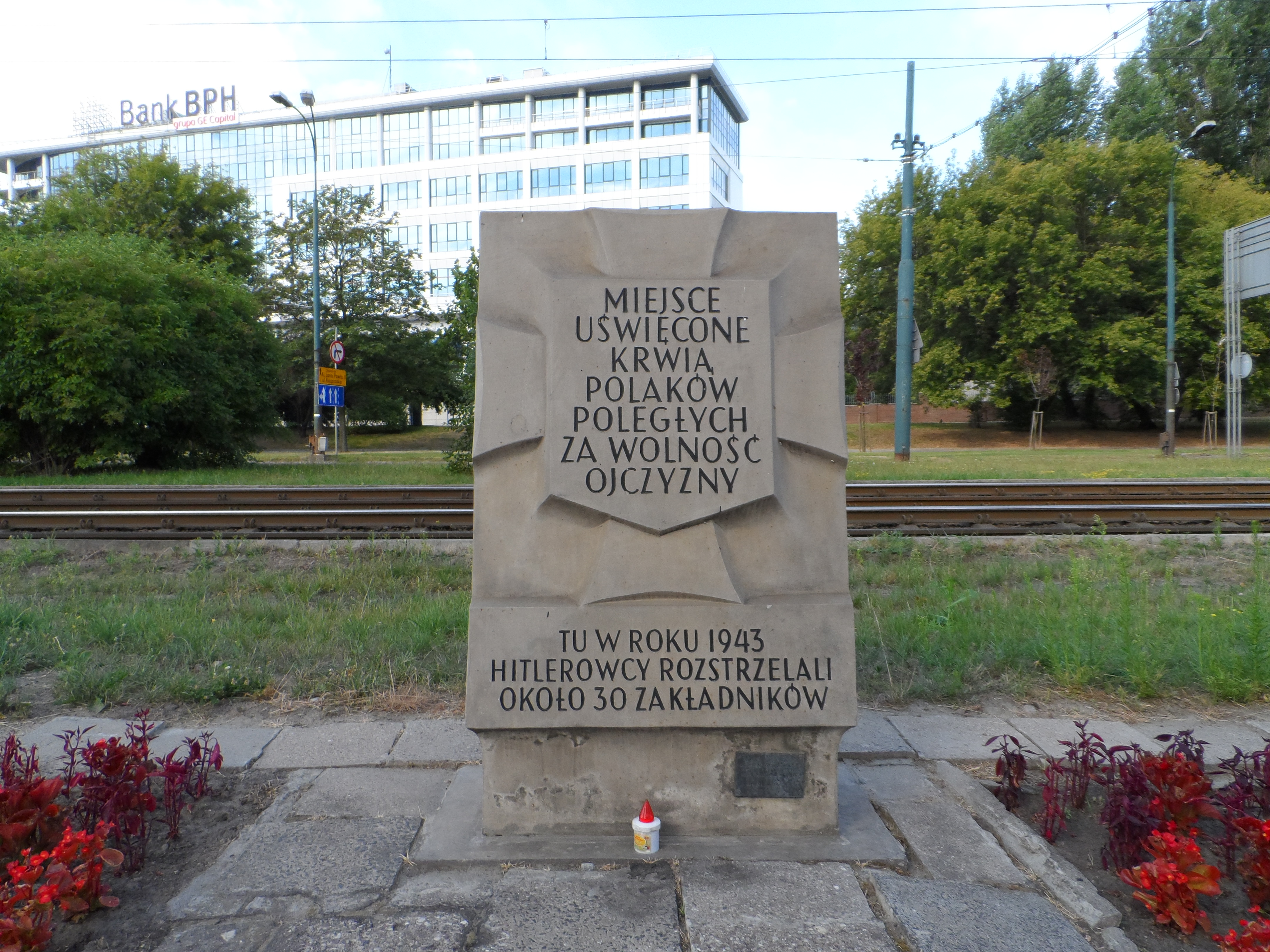
Tablica upamiętniająca egzekucję zakładników na rogu ulic Towarowej i Łuckiej

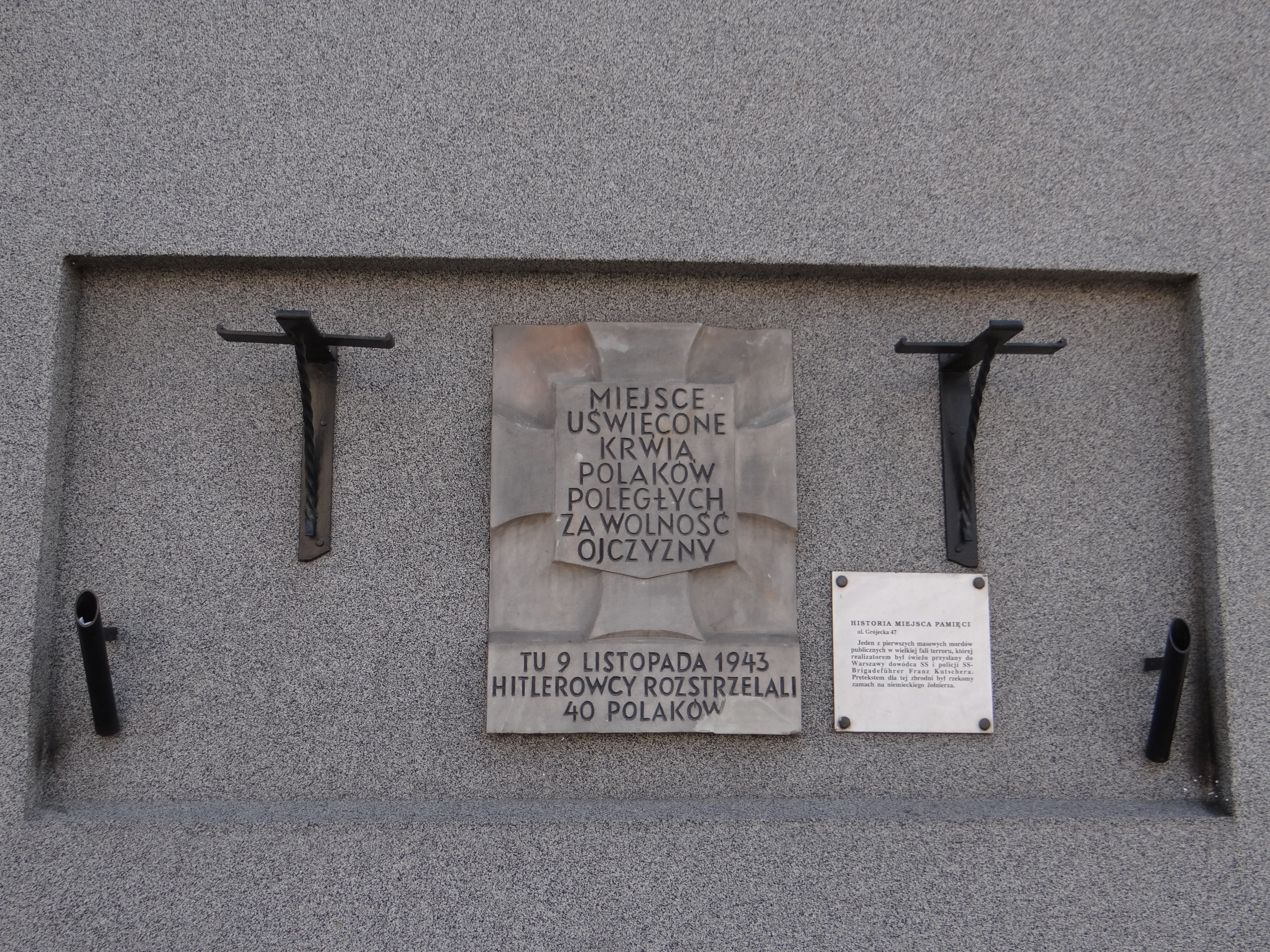
Tablica upamiętniająca egzekucję zakładników przy ul. Grójeckiej

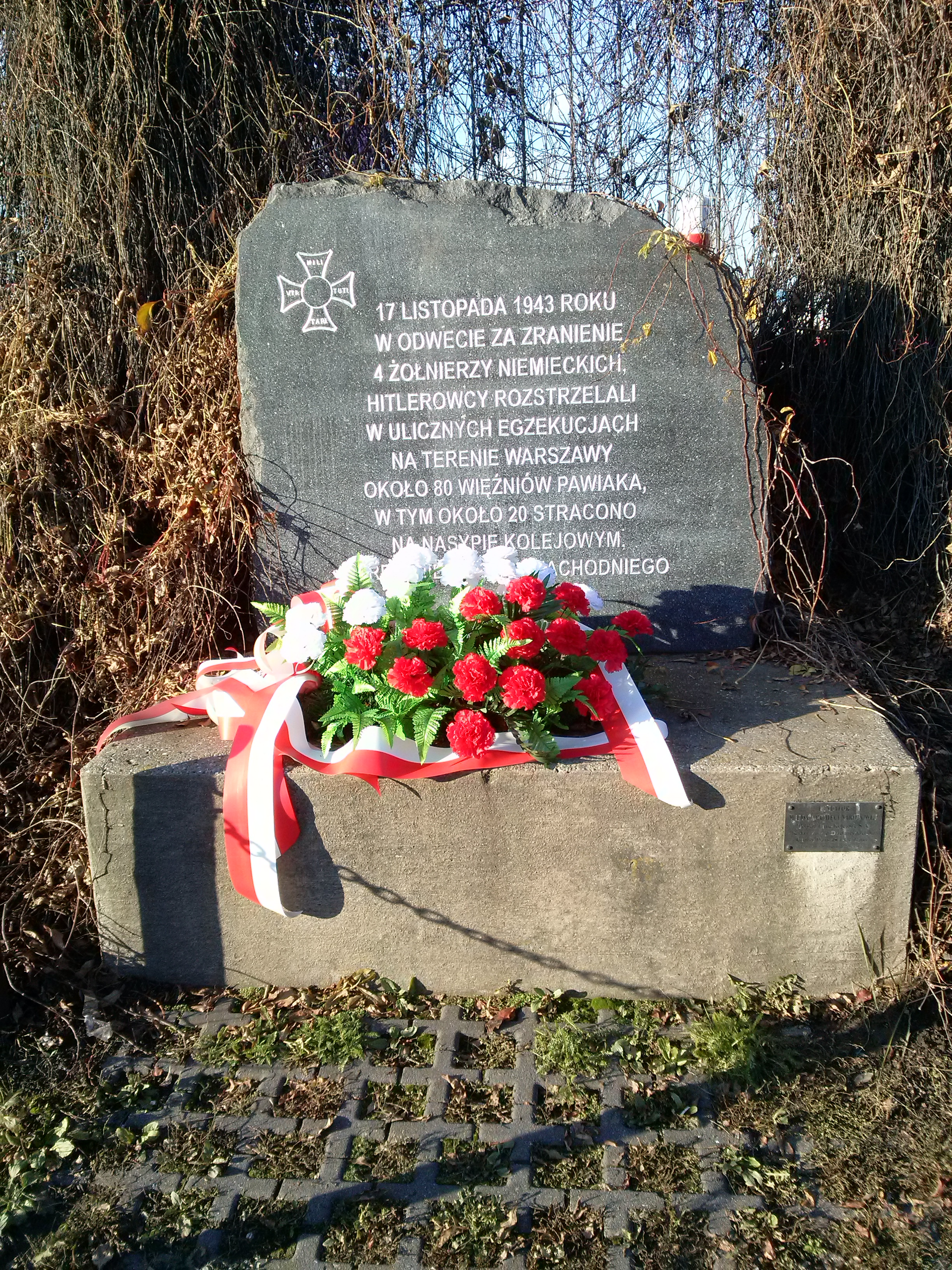
Tablica upamiętniająca egzekucję zakładników przy nasypie kolejowym nieopodal Dworca Zachodniego

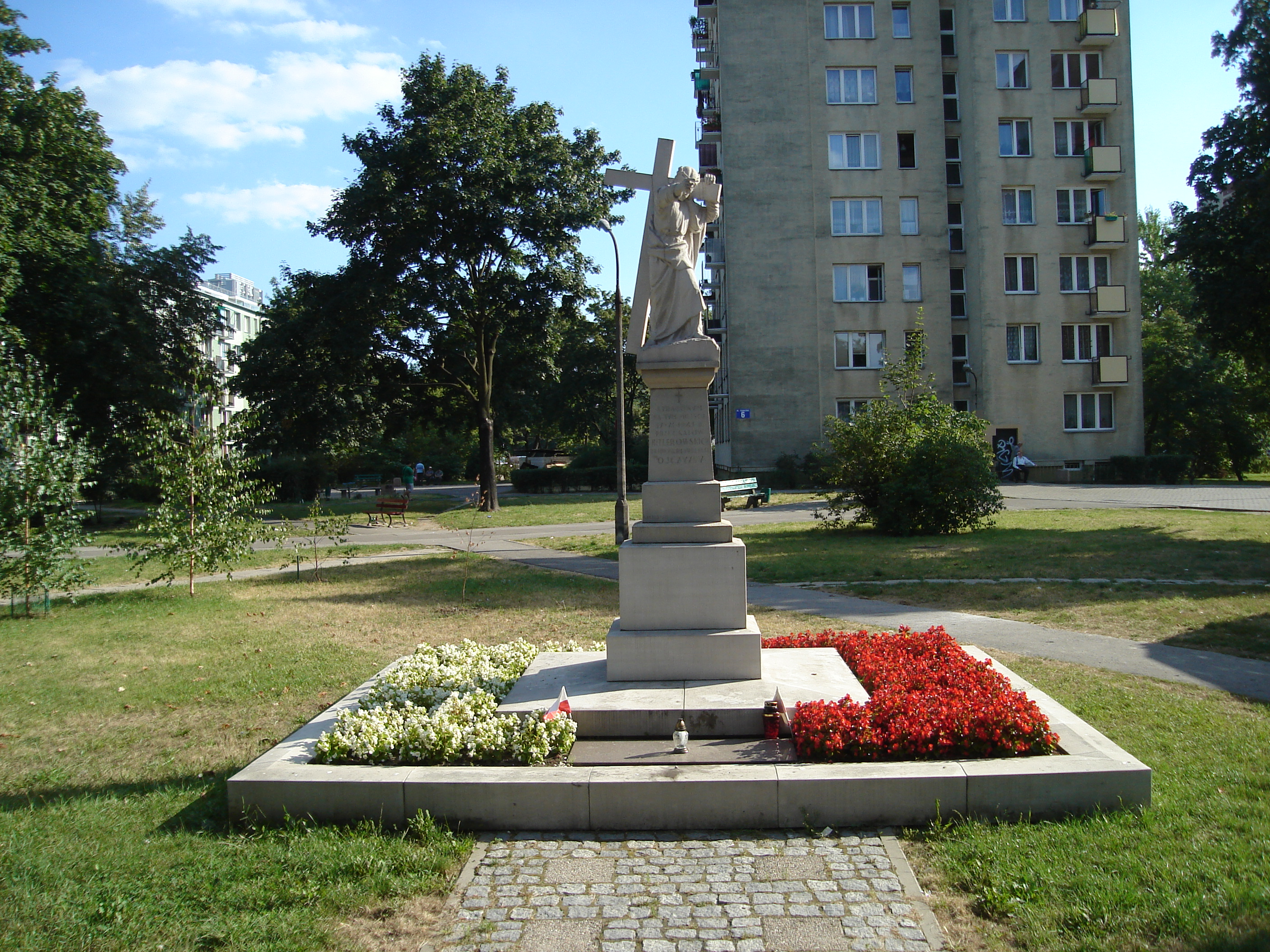
Pomnik upamiętniający egzekucję zakładników przy ul. Białołęckiej (obecnie ul. Suwalska)

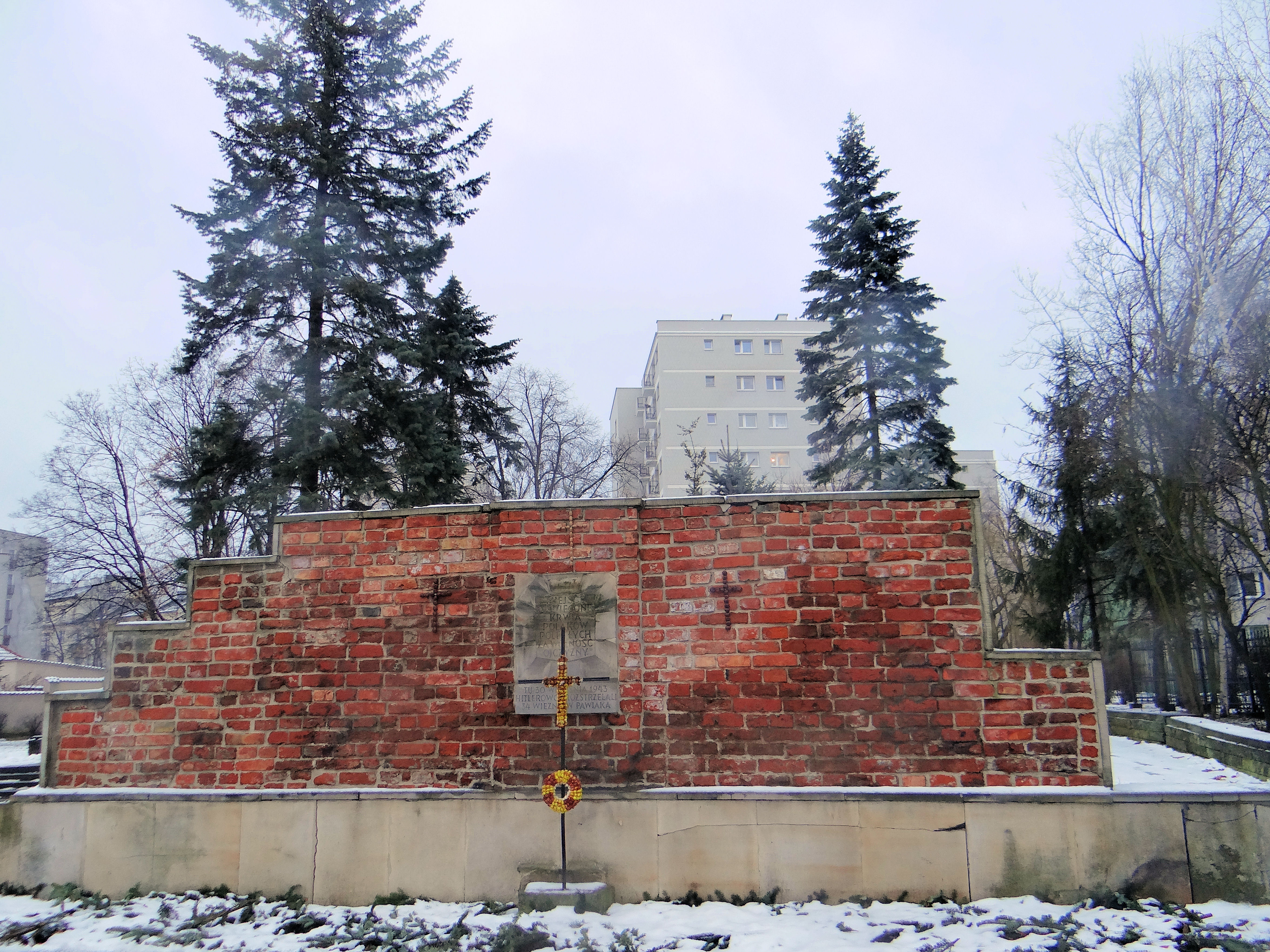
Tablica upamiętniająca egzekucję zakładników przy ul. Solec 63

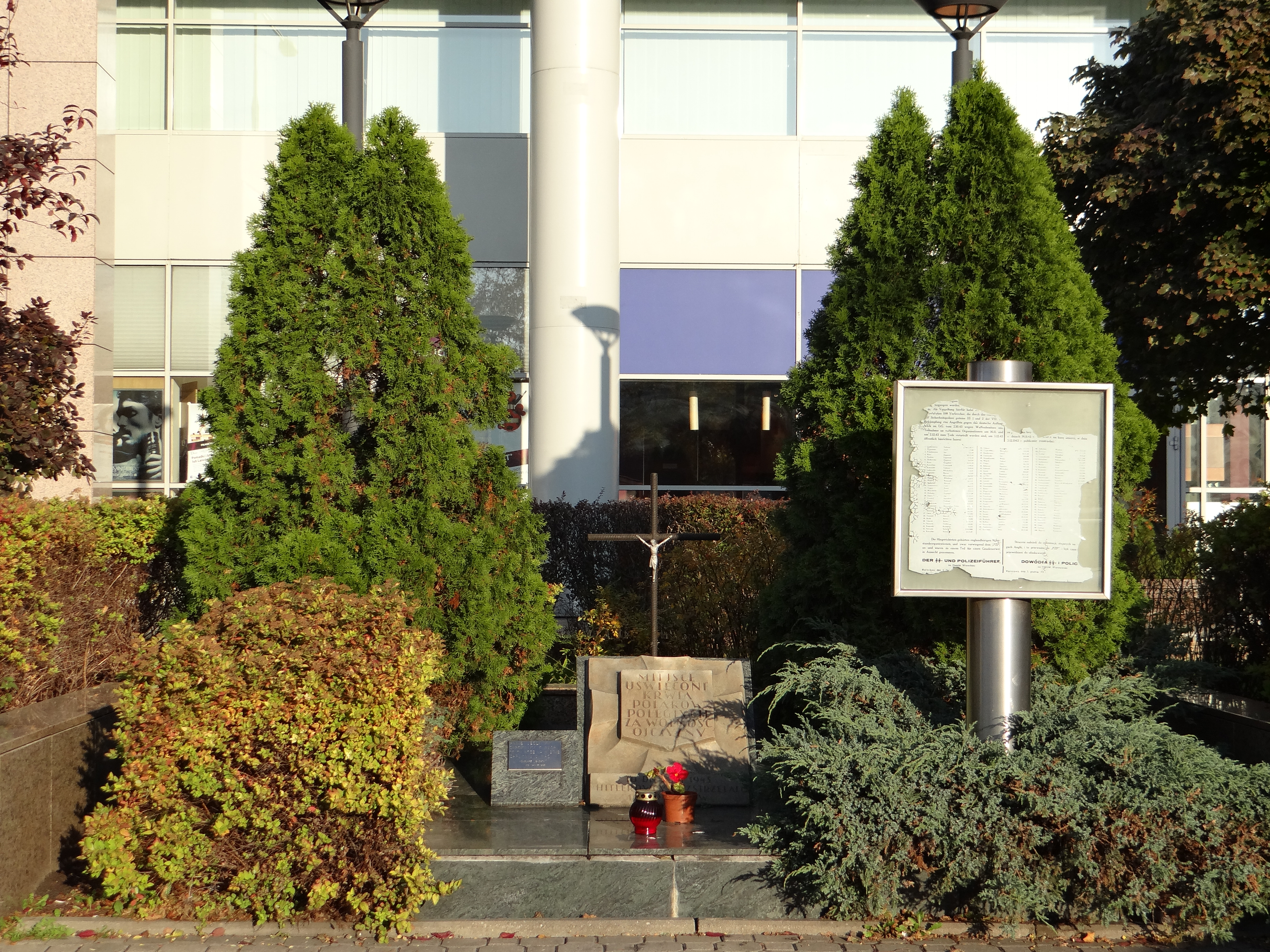
Tablica upamiętniająca egzekucję zakładników przy ul. Puławskiej 13

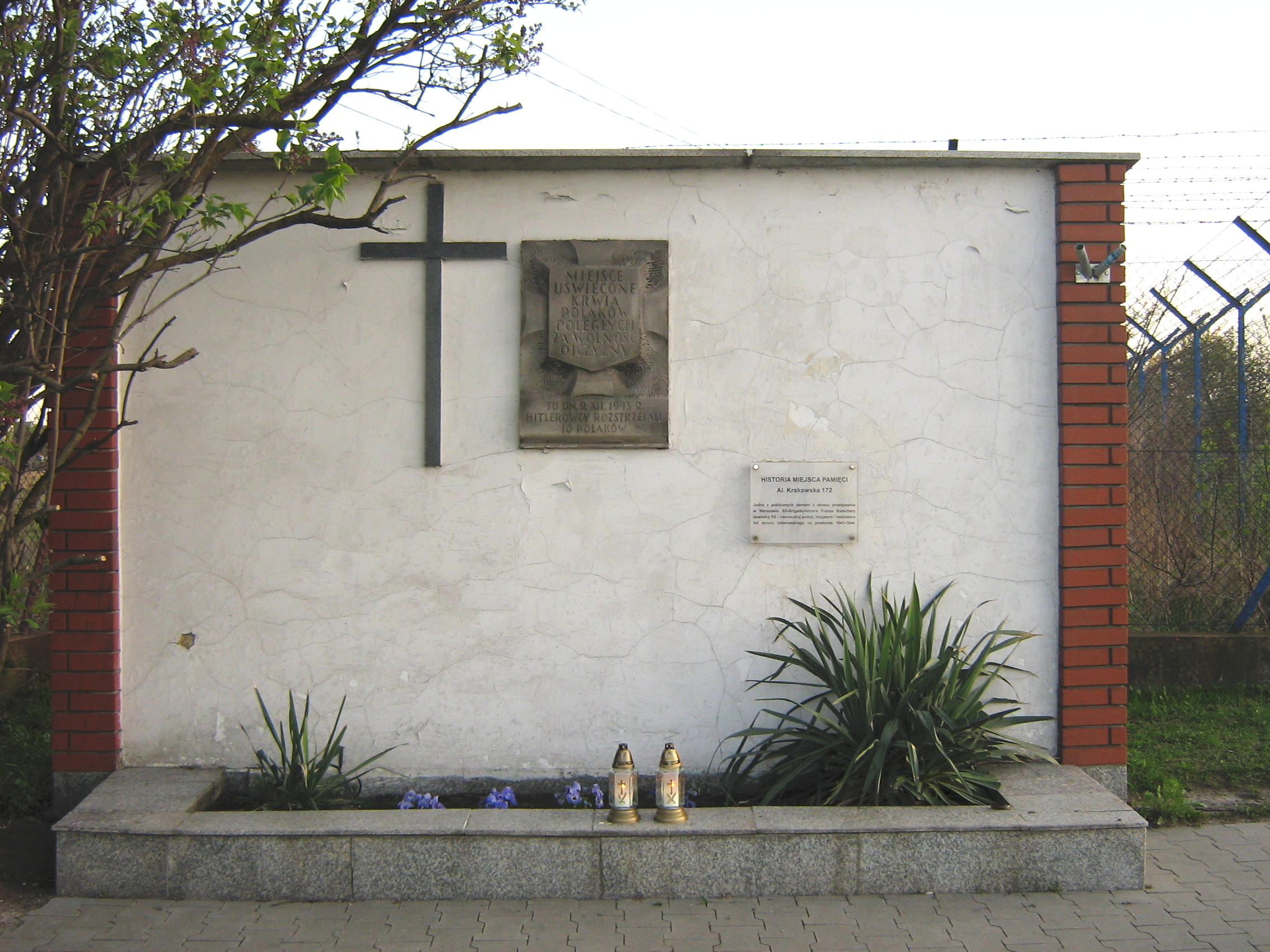
Tablica upamiętniająca zakładników rozstrzelanych na Okęciu (obecnie al. Krakowska 172)

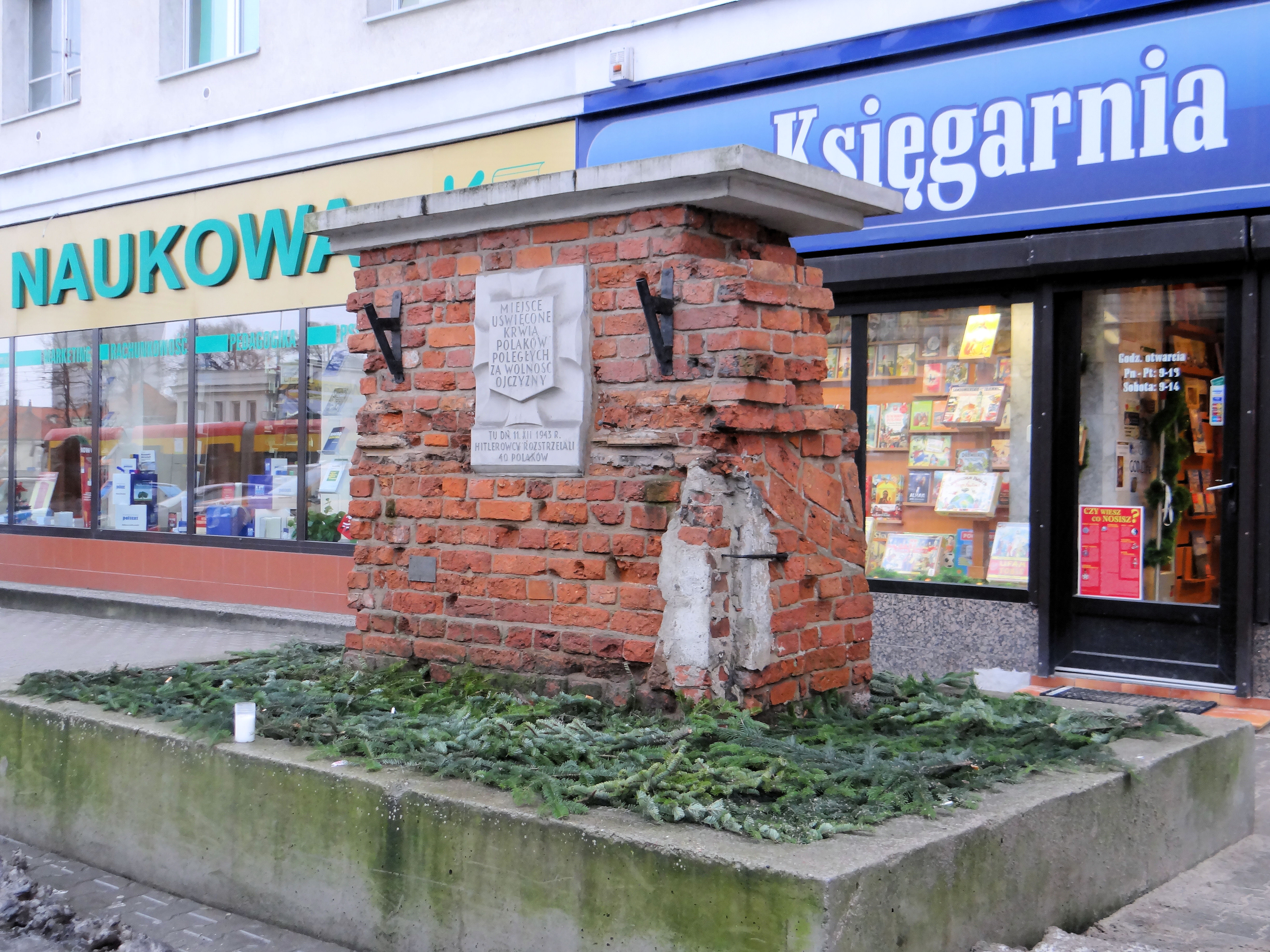
Tablica upamiętniająca egzekucję zakładników przy ul. Leszno 5 (obecnie al. „Solidarności” 83/89)

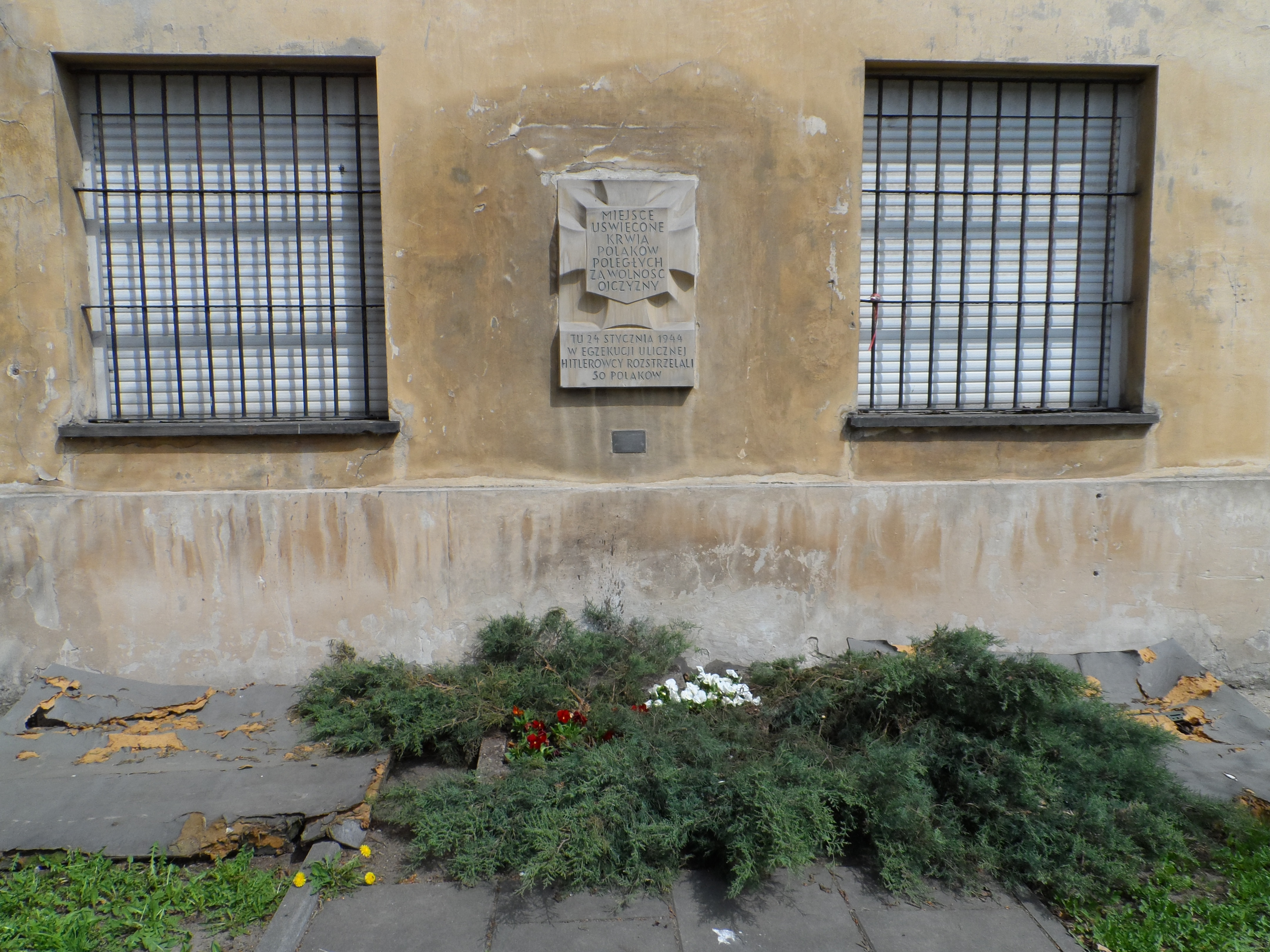
Tablica upamiętniająca egzekucję zakładników pod murem Pałacu Raczyńskich

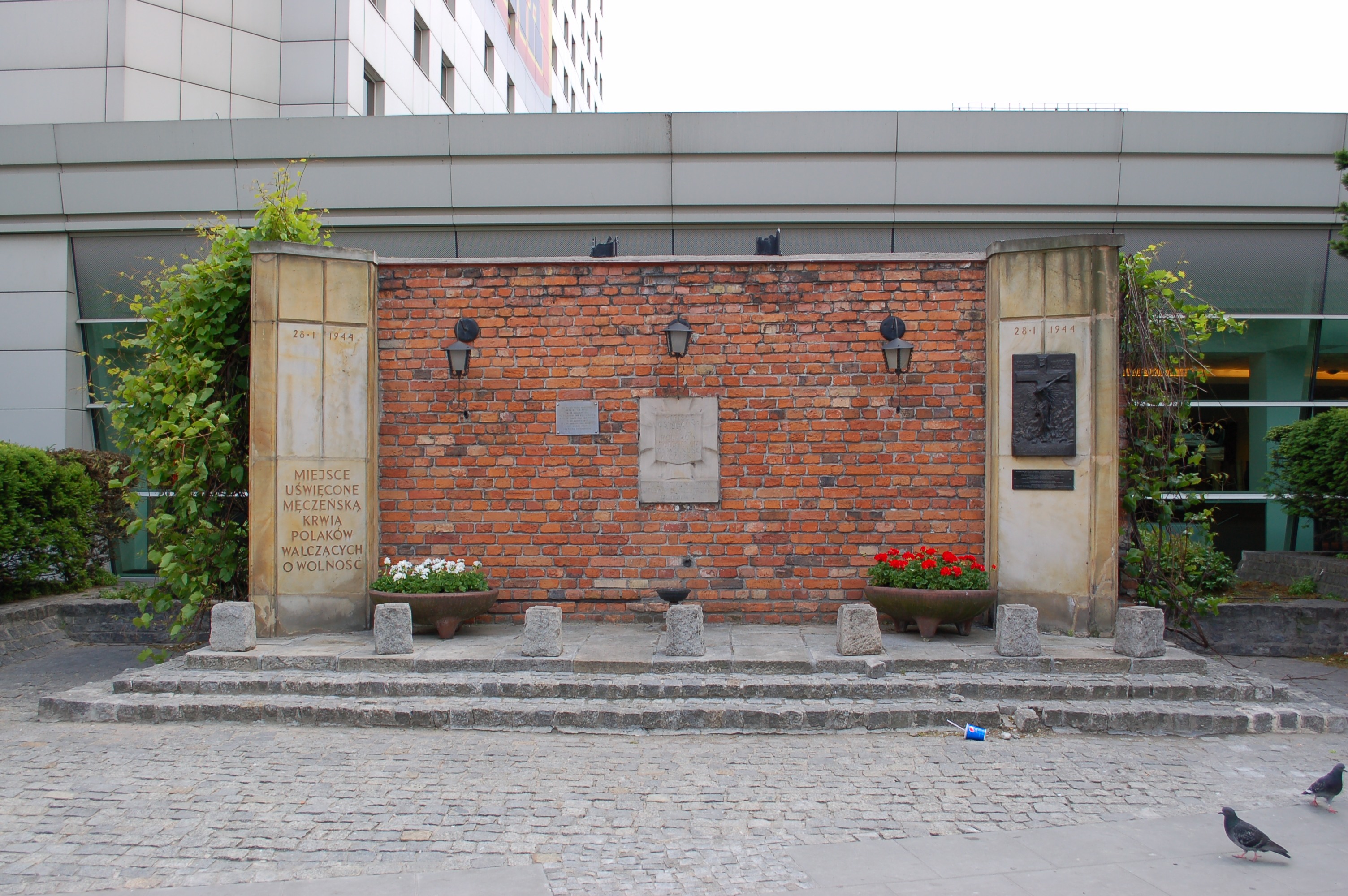
Tablica upamiętniająca egzekucję zakładników przy Al. Jerozolimskich 31

W okresie rządów Kutschery (25 września 1943 – 1 lutego 1944) miały miejsce w Warszawie następujące egzekucje uliczne:
- 16 października przy al. Niepodległości 141 (między ulicami Madalińskiego a Różaną) zamordowano 20 zakładników przywiezionych z Pawiaka (jednym z nich był Edward Olkuski ps. „Kiliński”, członek Organizacji Małego Sabotażu „Wawer”). Była to pierwsza uliczna egzekucja w Warszawie, inicjująca zaprowadzony przez Kutscherę „twardy kurs” wobec Polaków[25][33].
- 17 października pod murem w pobliżu budynku Dyrekcji Telefonów przy ul. Piusa XI 17 (tzw. mała PASTA) rozstrzelano 20 zakładników[33].
- 19 października Niemcy mieli rozstrzelać przy ul. Inflanckiej około 20 więźniów Pawiaka (w tym pięć kobiet). Informacja o tej egzekucji znalazła się w pracy Reginy Domańskiej[55]. W pracach Władysława Bartoszewskiego brak natomiast jakiejkolwiek wzmianki na ten temat.
- 20 października przy nasypie wiaduktu koło Dworca Gdańskiego rozstrzelano 20 zakładników[55][56]. Z ustaleń Reginy Domańskiej wynika, że tego dnia przeprowadzono jeszcze jedną egzekucję uliczną. Przy gmachu CIWF na Bielanach miano rozstrzelać 10 osób[55] (w pracach Władysława Bartoszewskiego brak wzmianki o tej egzekucji).
- 22 października przy ul. Młynarskiej 2 (róg Wolskiej) rozstrzelano 17 zakładników przywiezionych z Pawiaka[57] (w niemieckim obwieszczeniu podano nazwiska 10 ofiar)[58]. Kilka godzin później niemiecki patrol zastrzelił dwie kobiety modlące się na miejscu egzekucji[57][59].
- 23 października na Wale Miedzeszyńskim zostało rozstrzelanych ok. 20 Polaków (w tym kobieta i chłopiec w uczniowskim mundurku)[60][61]. Niemieckie posterunki przy Moście Poniatowskiego miały później ostrzelać gromadzących się na miejscu kaźni warszawiaków.
- 26 października pod murem przy ul. Leszno 3 (róg Rymarskiej) Niemcy rozstrzelali ok. 30 polskich zakładników, w tym prawdopodobnie dwie kobiety[62][63].
- 27 października Niemcy mieli rozstrzelać na Kole ok. 10 polskich zakładników. Informacja o tej egzekucji znalazła się w pracy Reginy Domańskiej, wspominają o niej także zapiski Ludwika Landau[63][64]. W pracach Władysława Bartoszewskiego brak natomiast jakiejkolwiek wzmianki na ten temat.
- 30 października przy ul. Towarowej (róg Łuckiej) stracono 10 więźniów Pawiaka. Po odjeździe policji zebrała się tam grupa ludzi, miano wygłaszać przemówienia[65][66].
- 9 listopada miały miejsce dwie uliczne egzekucje – na rogu ulic Grójeckiej i Wawelskiej na Ochocie oraz przy ul. Płockiej 2 na Woli. Według danych niemieckich w każdej z tych egzekucji rozstrzelano po 20 osób. W gronie ofiar znalazł się m.in. Julian Bohdanowicz (redaktor konspiracyjnego pisma „Polsce służ”, przed wojną dyrektor Miejskiej Szkoły Sztuk Zdobniczych i Malarstwa w Warszawie) oraz trzy kobiety[67][68].
- 12 listopada miały miejsce co najmniej dwie egzekucje uliczne. Pierwszą przeprowadzono w pobliżu kamienicy Nowy Świat 49 (naprzeciwko hotelu „Savoy”). Rozstrzelano tam 20 osób. Druga egzekucja miała miejsce na Pradze, przy ul. Kępnej róg Jagiellońskiej (30 ofiar). Ponadto z ustaleń Reginy Domańskiej wynika, że kolejnych 20 zakładników stracono przy ul. Wolskiej róg Dworskiej na Woli (w pracach Władysława Bartoszewskiego brak wzmianki o tej ostatniej egzekucji). W tych trzech egzekucjach mogło zginąć ok. 70 Polaków (w niemieckim obwieszczeniu podano nazwiska 60 rozstrzelanych). W gronie ofiar znaleźli się m.in.: Zdzisław Dudek (doktor filozofii, socjolog, członek Związku Syndykalistów Polskich), Jan Góra (prawnik i bankowiec z Katowic, dyrektor administracyjny huty w Trzyńcu), Józef Miernik (organizator tajnego nauczania, przed wojną dyrektor gimnazjum miejskiego nr 3 w Warszawie), Tadeusz Szuster (oficer służb łączności AK) i Andrzej Trzebiński (poeta, eseista i dramaturg związany ze środowiskiem „Sztuki i Narodu”)[69][70]. Egzekucja na Nowym Świecie, przeprowadzona w ścisłym centrum miasta, wywarła duże wrażenie na ludności stolicy[71].
- 17 listopada miały miejsce dwie uliczne egzekucje – przy ul. Kopińskiej (koło nasypu kolejowego przy Dworcu Zachodnim) oraz przy ul. Białołęckiej na Pradze. W niemieckim obwieszczeniu podano nazwiska 43 rozstrzelanych. Z informacji przekazanych przez konspiracyjną komórkę z Pawiaka wynikało jednak, że tego dnia wywieziono na śmierć 80 więźniów (w tym pięć kobiet). Być może część ofiar stracono w ruinach getta[72][73].
- 24 listopada miały miejsce dwie uliczne egzekucje. Pierwszą przeprowadzono przy ul. Nabielaka 18 (róg Belwederskiej) na Mokotowie, gdzie stracono 10 zakładników. Druga miała miejsce przy pętli tramwajowej na ul. Radzymińskiej (Praga), gdzie rozstrzelano 17 osób[74]. W gronie zamordowanych znaleźli się m.in. major Jerzy Lewiński ps. „Chuchro” (dowódca Kedywu Okręgu Warszawskiego AK) i dr Ludwik Goryński (psycholog, pracownik naukowy Uniwersytetu Warszawskiego, kierownik Poradni Młodzieżowej PCK). Wraz z doktorem Goryńskim zginęli także: jego żona dr Ewa Rybicka-Goryńska (działaczka harcerstwa, psycholog, wykładowca psychologii na tajnym Uniwersytecie Warszawskim, żołnierz AK), jego matka Maria Goryńska oraz jego teść Kazimierz Rybicki (inżynier rolnictwa)[75][76].
- 30 listopada przy ul. Solec 63, nieopodal kościoła oo. Trynitarzy, stracono kilkudziesięciu zakładników przywiezionych z Pawiaka. W Warszawie krążyły pogłoski, że egzekucja została przeprowadzona, gdy w kościele odbywało się nabożeństwo[77]. W niemieckim obwieszczeniu podano nazwiska 34 rozstrzelanych. Z informacji przekazanych przez konspiracyjną komórkę na Pawiaku wynikało jednak, że tego dnia wywieziono na śmierć 60 więźniów (w tym pięć kobiet), przy czym część stracono w ruinach getta. W gronie ofiar znaleźli się m.in. Halina Stabrowska (kierowniczka sekretariatu Komendanta Głównego AK, generała Tadeusza Bora-Komorowskiego) oraz dr Tadeusz Wiśniewski (botanik, briolog, fitogeograf, pracownik naukowy Uniwersytetu Warszawskiego)[78][79].
- 2 grudnia pod murem spalonego domu przy ul. Nowy Świat 64 rozstrzelano grupę mężczyzn przywiezionych z Pawiaka[80]. Egzekucji tej dokonano wyjątkowo na oczach przechodniów, zatrzymanych przez kordony policyjne pomiędzy ul. Ordynacką a Krakowskim Przedmieściem[81]. W niemieckim obwieszczeniu podano później nazwiska 34 rozstrzelanych. Z informacji przekazanych przez konspiracyjną komórkę na Pawiaku wynikało jednak, że tego dnia wywieziono na śmierć ok. 50 osób. W gronie zamordowanych znaleźli się m.in. dwaj artyści malarze – Janusz Zoller i Stanisław Haykowski[82][83]. Egzekucja przeprowadzona w ścisłym centrum miasta wywarła duże wrażenie na ludności stolicy[77].
- 3 grudnia na podwórzu spalonego domu przy ul. Puławskiej 21/23 oraz obok zajezdni tramwajowej przy ul. Puławskiej 13 Niemcy przeprowadzili wielką egzekucję polskich zakładników. W niemieckim obwieszczeniu podano nazwiska 100 rozstrzelanych. Z informacji przekazanych przez konspiracyjną komórkę na Pawiaku wynikało jednak, że tego dnia wywieziono na śmierć 112 mężczyzn. W gronie ofiar znaleźli się m.in.: Stefan Bryła (profesor Politechniki Warszawskiej, poseł na Sejm RP), Stanisław Siezieniewski (aktor i reżyser teatrów wileńskich i łódzkich) i Henryk Trzonek (artysta muzyk, kierownik kwartetu smyczkowego Polskiego Radia). Zakładników rozstrzelano w odwecie za atak na niemieckie „budy” policyjne, przeprowadzony w tym miejscu poprzedniego dnia przez żołnierzy Kedywu AK[43][84][85].
- 9 grudnia miały mieć miejsce dwie uliczne egzekucje, w których zamordowano 50 osób. Z ustaleń Reginy Domańskiej wynika, że zostały one przeprowadzone na Okęciu (obecnie al. Krakowska 172) oraz na Woli. W każdej z tych egzekucji miało zginąć po 25 mężczyzn. W niemieckim obwieszczeniu podano nazwiska 27 rozstrzelanych[86] (w pracach Władysława Bartoszewskiego brak wzmianki o tych egzekucjach). Z kolei zeznania bezpośrednich świadków egzekucji na Okęciu wskazują, że tego dnia rozstrzelano tam ogniem karabinu maszynowego ok. 10 więźniów Pawiaka. Niemcy mieli także spędzić na miejsce kaźni ok. 60–70 mieszkańców okolicznych domów i zmusić ich do oglądania egzekucji. Ciała rozstrzelanych wywieziono w kierunku Sękocina[87].
- 11 grudnia koło domu przy ul. Leszno 5 rozstrzelano ok. 27[88] – 30[89] mężczyzn przywiezionych z Pawiaka. Stracono ich nieopodal miejsca, w którym dokonano egzekucji w dniu 26 października.
- 14 grudnia z Pawiaka wywieziono na stracenie ok. 300 mężczyzn. Około 70 skazańców rozstrzelano w egzekucji ulicznej przy ul. Wierzbowej 9/11 (w pobliżu Placu Teatralnego). Ponad 100 mężczyzn oraz jedną kobietę rozstrzelano natomiast pod murem getta przy ul. Bonifraterskiej (od strony wewnętrznej)[89][90]. Ta druga egzekucja odbyła się co prawda wewnątrz zamkniętej strefy byłego getta, była jednak widoczna z okien sąsiednich budynków (m.in. z okien Szpitala Jana Bożego), a do czasu jej zakończenia Niemcy zablokowali Bonifraterską i sąsiednie ulice (wstrzymując m.in. ruch tramwajów)[41]. Pozostali skazańcy, o których wspominały meldunki z Pawiaka, zostali potajemnie straceni w ruinach getta. W niemieckim obwieszczeniu znalazła się później lista z nazwiskami 270 rozstrzelanych (zawierała ona także nazwiska zakładników straconych w potajemnych i ulicznych egzekucjach w dniu 11 grudnia, a więc była zaniżona o co najmniej 110 ofiar w stosunku do rzeczywistej liczby Polaków rozstrzelanych w tych dniach)[89][90]. Masakry dokonano w odwecie za akcje bojowe AK – wysadzenie niemieckiego pociągu w rejonie Celestynowa oraz udany zamach na Emila Brauna, kierownika Miejskiego Urzędu Kwaterunkowego w Warszawie.
- 18 grudnia miała miejsce uliczna egzekucja przy ul. Wolskiej 77 (róg Syreny). Tego dnia z Pawiaka wywieziono na stracenie 47 mężczyzn i 10 kobiet. Nie udało się jednak ustalić, ilu zakładników rozstrzelano w egzekucji ulicznej, a ilu zamordowano potajemnie w ruinach getta[91][92].
- 23 grudnia przy ul. Górczewskiej 14 (róg Płockiej) rozstrzelano grupę więźniów Pawiaka. W niemieckim obwieszczeniu podano nazwiska 43 rozstrzelanych[93]. Z informacji przekazanych przez konspiracyjną komórkę na Pawiaku wynikało jednak, że tego dnia wywieziono na śmierć 52 mężczyzn i kilka kobiet (z czego część stracono w ruinach getta)[94][95].
- 31 grudnia przy ul. Towarowej 4 rozstrzelano kilkudziesięciu więźniów Pawiaka. W niemieckim obwieszczeniu podano później nazwiska 43 zamordowanych. Jedną z ofiar był Ludomir Marczak – kompozytor i działacz socjalistyczny, którego aresztowano za ukrywanie Żydów[96][97].
- 13 stycznia przy ul. Górczewskiej 14 (róg Płockiej) ponownie rozstrzelano grupę zakładników przywiezionych z Pawiaka. W niemieckim obwieszczeniu podano później nazwiska 200 rozstrzelanych, a doniesienia konspiracyjnej komórki więziennej mówiły o straceniu ok. 300 – 500 osób. Większość ofiar zamordowano jednak potajemnie w ruinach getta. W ulicznej egzekucji przy ul. Górczewskiej rozstrzelano prawdopodobnie ok. 40 zakładników. Być może zginął w tym miejscu rozstrzelany tego dnia przedwojenny aktor filmowy i teatralny, Zygmunt Biesiadecki. Masakry dokonano w odwecie za akcje bojowe AK – m.in. nieudany zamach na dostojników NSDAP i Gestapo, przeprowadzony na szosie Warszawa–Mińsk Mazowiecki (akcja „Polowanie”)[98][99].
- 24 stycznia z Pawiaka wywieziono na stracenie 69 mężczyzn i 8 kobiet. Około 50 mężczyzn rozstrzelano w ulicznej egzekucji przy ul. Kilińskiego róg Długiej (pod murem pałacu Raczyńskich). Pozostałych zakładników stracono w ruinach getta. Prawdopodobnie jednym z więźniów zamordowanych tego dnia był Tytus Czaki (były prezydent Brześcia nad Bugiem i Włocławka, członek Organizacji Bojowej PPS oraz Związku Strzeleckiego „Strzelec”)[100][101].
- 28 stycznia pod murem domu przy Al. Jerozolimskich 31, nieopodal skrzyżowania z ul. Marszałkowską, rozstrzelano grupę więźniów Pawiaka. Egzekucja odbyła się w samym centrum Warszawy i wywarła szczególnie wstrząsające wrażenie na ludności stolicy[102]. W niemieckim obwieszczeniu podano później nazwiska 102 rozstrzelanych, a doniesienia konspiracyjnej komórki na Pawiaku informowały o straceniu ok. 200 więźniów. Zeznania świadków wskazują jednak, że w ulicznej egzekucji w Al. Jerozolimskich zamordowano prawdopodobnie ok. 20–30 zakładników. Pozostałych potajemnie stracono w ruinach getta. W gronie zamordowanych tego dnia Polaków znaleźli się m.in.: Gustaw Józef Bobowski (kapitan WP), Marian Bogiel (artysta malarz), Władysław Krassowski (urzędnik), Włodzimierz Siwek (aresztowany za pomoc Żydom) oraz Stanisław Gibas, Antoni Stępniak i Bolesław Zuchowicz (nauczyciele z powiatu łowickiego)[103][104].

Egzekucje uliczne, silnie oddziałujące na uczucia i wyobraźnię, w naturalny sposób skupiały na sobie uwagę opinii publicznej. O wiele większe rozmiary przybrała jednak prowadzona równolegle akcja eksterminacyjna w ruinach getta warszawskiego. W okresie rządów Kutschery nie było praktycznie dnia, w którym nie dochodziłoby do potajemnych mordów na terenie dawnej żydowskiej dzielnicy mieszkaniowej. W masowych egzekucjach rozstrzeliwano tam jednorazowo nawet po kilkaset osób – zazwyczaj zwykłych warszawiaków schwytanych podczas łapanek ulicznych. W rezultacie liczba zakładników zamordowanych potajemnie w ruinach getta wielokrotnie przekraczała liczbę ofiar egzekucji ulicznych.
Ponadto w okresie rządów Kutschery na ulicach podwarszawskich miasteczek kilkukrotnie miały miejsce egzekucje zakładników przywiezionych ze stolicy. 18 listopada 1943 rozstrzelano w Grodzisku Mazowieckim grupę 20 więźniów Pawiaka. Tego samego dnia również w Żyrardowie stracono 20 osób przywiezionych z Warszawy. 20 listopada rozstrzelano w Otwocku kolejnych 20 zakładników. Z kolei 20 grudnia przy ul. Rawskiej 1 w Skierniewicach (róg Rynku) rozstrzelano od 20 do 40 mężczyzn przywiezionych z Pawiaka.

### Reakcja polskiego społeczeństwa

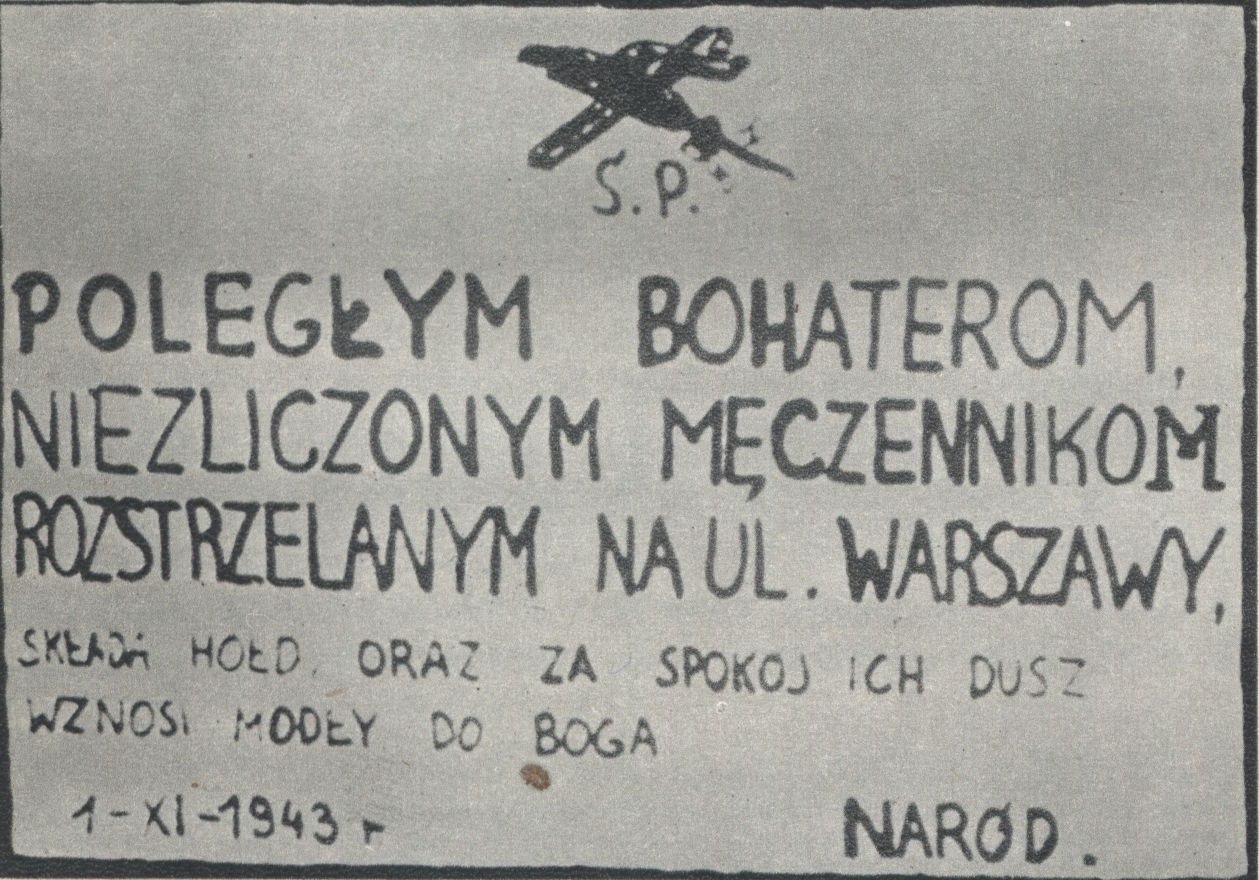
Tablica ustawiona przez anonimowych warszawiaków w jednym z miejsc egzekucji (Wszystkich Świętych 1943)

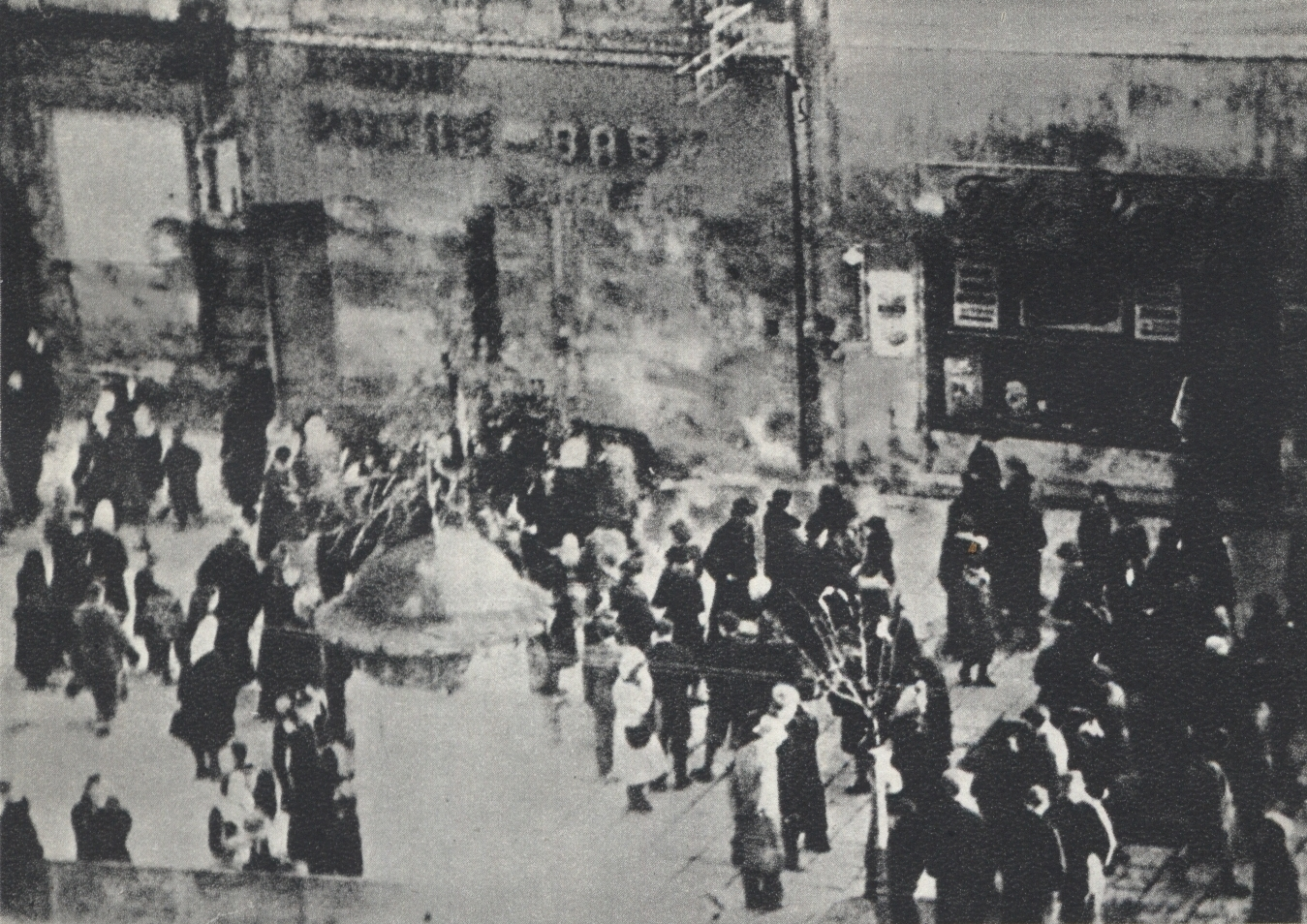
Warszawiacy gromadzący się na miejscu egzekucji przy al. Jerozolimskich 31 (28 stycznia 1944)

Uliczne egzekucje wywarły wstrząsające wrażenie na ludności Warszawy. O ile bowiem dotychczas niemieckie represje były zazwyczaj wymierzone w konkretne środowiska społeczne lub polityczne, o tyle terror zaprowadzony przez Kutscherę był stosowany w zasadzie na ślepo. Obok aresztowanych przez Gestapo więźniów politycznych w egzekucjach masowo ginęli zwykli warszawiacy, przypadkowo schwytani podczas ulicznych łapanek. W tych okolicznościach żaden mieszkaniec miasta nie mógł być pewien swego życia, a każde wyjście z domu stawało się wyprawą w niewiadome. „Biuletyn Informacyjny” z 28 października 1943 relacjonował: „życie w mieście zostało wytrącone ze zwykłego biegu, wszyscy ograniczają do minimum swe poruszanie się, a działanie urzędów i przedsiębiorstw staje pod znakiem zapytania”. Delegatura Rządu na Kraj w sprawozdaniu za wrzesień i październik 1943 informowała polskie władze w Londynie, że ruch uliczny w Warszawie bardzo poważnie zmalał, a mieszkańcy unikają tramwajów, kolejek dojazdowych, dworców kolejowych i tych punktów miasta, gdzie łapanki bywają najcięższe. Kronikarz okupowanej Warszawy, Ludwik Landau, zapisał w swoim dzienniku pod datą 20 października 1943: „nastroje pełne przerażenia. Raz po raz powtarza się porównanie z tym co zrobili Niemcy z Żydami: czy i nas to nie czeka?”. 25 października odnotował natomiast: „kto może, siedzi w domu, gdy wychodzi, trwożliwie przebiega przez ulice. Przy lada odgłosie motoru samochodowego robi się panika”.
Na skutek drastycznego zaostrzenia niemieckiego terroru nastroje polskiego społeczeństwa znacznie się pogorszyły. Bardzo negatywnie odebrano także brak reakcji aliantów na popełniane przez Niemców zbrodnie. Delegatura Rządu na Kraj wskazywała, że „w kraju panować poczynają coraz silniejsze uczucia zwątpienia i goryczy, wywołane brakiem jakiejś reakcji, natychmiastowej pomocy dla Polski w formie odwetu na Niemcach […] Kraj staje u kresu swych sił i swej wytrzymałości nerwowej” (raport z 24 października 1943). Delegat Jankowski meldował, iż drastyczne zaostrzenie terroru okupacyjnego – w połączeniu z informacjami o zahamowaniu alianckiej ofensywy we Włoszech oraz milczeniem alianckiej propagandy na temat niemieckich zbrodni – spowodowały, że zaufanie do aliantów przechodzi kryzys. Raport z Delegatury z 18 grudnia 1943 był jeszcze bardziej alarmistyczny. Jego autorzy ostrzegali, iż: „budzić się zaczynają w kraju nastroje polityczne niezmiernie groźne: po raz pierwszy od początku trwania okupacji poprzez szerokie koła zmęczonego, znękanego, wyczerpanego społeczeństwa iść poczynają nieśmiałe, jak dotychczas, szepty pytające: czy słuszna jest nasza taktyka polityczna, czy należy kontynuować dotychczasowe formy oporu i kontrakcji polskiej, skierowanej przeciwko okupantowi. W szeregi społeczeństwa wkradać się zaczyna zniechęcenie i zwątpienie”. Pogorszenie nastrojów społecznych potwierdzają również zapiski Ludwika Landau, który odnosząc się do niemieckich obwieszczeń informujących o egzekucjach zakładników, zauważył: „wzywanie do denuncjacji żadnego skutku nie odniesie; zdolni do tego mogą być tylko szubrawcy, którym wezwania nie są potrzebne. Ale bez śladu akcja ta nie mija o tyle, że budzi w dość szerokim zakresie powstawanie niezadowolenia z wszelkich przejawów walki z Niemcami, upatrywanie w nich powodu szalejącego terroru”.
Ostatecznie Niemcom nie udało się jednak złamać woli oporu polskiego społeczeństwa. Gdy minął pierwszy szok, masowe egzekucje wzmogły nienawiść wobec okupanta i sprowokowały odwetowe akcje polskiego podziemia. Wzmocniły także przekonanie, iż celem Niemców jest biologiczne wyniszczenie narodu polskiego, przyczyniając się w efekcie do zjednoczenia społeczeństwa przeciw okupantom. Co więcej, stosowany na ślepo terror przynosił skutki odwrotne do zamierzonych, gdyż zamiast odstręczać ludność od współpracy z ruchem oporu, zmniejszał przed nią opory. Ludwik Landau zwracał uwagę, że walka z okupantem nie jest już uznawana za działalność szczególnie niebezpieczną bowiem „narażony jest każdy, bez względu na to, czy coś robi, czy nie”. Ludność Warszawy zaczęła także stopniowo przywykać do ciągłych łapanek i egzekucji. Autorzy cytowanego już sprawozdania Delegatury za wrzesień i październik 1943 oceniali, że „nie zanosi się bynajmniej na uspokojenie Warszawy, które sobie Niemcy po akcji tej obiecywali […] Warszawa opanowuje swe nerwy i wytrzymuje terror niemiecki z dość dużą dozą spokoju, choć w nastroju przygnębienia i ciężkiej troski”. Konspiracyjna prasa zwracała uwagę, że warszawiacy bez jakiejkolwiek zachęty ze strony podziemia licznie gromadzili się na miejscach egzekucji, składając kwiaty, zapalając świeczki i odmawiając modlitwy. Powszechny podziw budziła również pełna godności postawa ofiar.

Egzekucje publiczne, straszliwe w swej inscenizacji i bezprzykładnym okrucieństwie, nie przysporzyły ani jednego faktu załamania, poniżenia się skomlenia o litość itp. Skazańcy w swych papierowych koszulach, z zalanymi gipsem ustami umierali mężnie – Halina Krahelska.

W niemieckim aparacie okupacyjnym rozmaicie oceniano skuteczność taktyki przyjętej przez Kutscherę. Groza, jaką wywołały w Warszawie masowe łapanki i egzekucje uliczne, była tak wielka, iż pojawiły się głosy, że może ona odbić się negatywnie na produktywności niemieckich przedsiębiorstw działających w mieście – tym samym szkodząc niemieckiemu wysiłkowi wojennemu. Zwracano uwagę, że egzekucje uliczne dały Polakom okazję do patriotycznych manifestacji. Wilhelm Ohlenbusch, kierownik wydziału propagandy w rządzie Generalnego Gubernatorstwa, postulował wyznaczenie odosobnionych miejsc na egzekucję, wskazując, że ludność polska gromadzi się na miejscach straceń, a następnie „zgarnia przesiąkniętą krwią ziemię do naczyń i zanosi ją do kościoła”. Gubernator dystryktu warszawskiego Ludwig Fischer był jednak zadowolony z działań Kutschery. W swoim raporcie za październik i listopad 1943 (podpisanym 15 grudnia 1943) meldował: „dowódca SS i policji zastosował ostre środki odwetu. Za każdy zamach rozstrzelano na miejscu zbrodni większą liczbę Polaków w trybie doraźnym. Wskutek [zastosowania] tak ostrych środków w listopadzie liczba napadów bardzo zmalała, w każdym razie w Warszawie. Również liczba morderstw bardzo się zmniejszyła w porównaniu z październikiem (15 morderstw wobec 78)”. Z kolei raporcie za grudzień 1943 i styczeń 1944 (datowanym na 10 lutego 1944) odnotował: „można stwierdzić, że wskutek zastosowania tak ostrych środków liczba mordów dokonanych na Niemcach w okresie sprawozdawczym poważnie zmalała. W grudniu 1943 zamordowano 50 Niemców, a w styczniu 1944 roku tylko pięciu […] Zmniejszyła się też nadzwyczaj liczba napadów w dystrykcie warszawskim […] Ta widoczna wszędzie poprawa stanu bezpieczeństwa jest w dużym stopniu wynikiem ostrych, lecz koniecznych środków, jakie w porozumieniu ze mną zastosował dowódca SS i policji – SS-Brigadeführer i generał major policji Kutschera”.

### Odwetowe akcje ruchu oporu
Zbrodnie okupantów spotkały się ze zbrojną reakcją polskiego podziemia. Szła ona zasadniczo w trzech kierunkach. Przede wszystkim siłami Kedywu Okręgu Warszawskiego AK przeprowadzono serię uderzeń wymierzonych w niemiecką policję ochronną, tj. formację, której funkcjonariusze najczęściej przeprowadzali łapanki i uliczne egzekucje. W tym samym czasie specjalna jednostka Kedywu Komendy Głównej AK „Agat” kontynuowała zamachy na wybranych przedstawicieli niemieckiego aparatu okupacyjnego, a pozostałe jednostki Kedywu KG i Kedywu Okręgu Warszawskiego – akcje wymierzone w niemiecki transport wojskowy.
22 października 1943 żołnierze Batalionu Saperów Praskich AK urządzili zasadzkę na niemieckie samochody policyjne („budy”) na Nowym Świecie oraz zaatakowali posterunek Schutzpolizei przy ul. Targowej na Pradze. Następnego dnia komunistyczna Gwardia Ludowa przeprowadziła zamach na „Bar Podlaski” przy ul. Nowogrodzkiej 15, róg Kruczej (posiadający status „Tylko dla Niemców” i przeznaczony dla funkcjonariuszy SS i policji). W nocy 23/24 października żołnierze AK przeprowadzili serię odwetowych ataków na niemiecki transport kolejowy, wysadzając bądź wykolejając niemieckie pociągi w rejonie Płochocina, Śródborowa i Tłuszcza. Z kolei 24 października żołnierze AK przeprowadzili kolejne dwie akcje wymierzone w niemiecką policję ochronną, tym razem w rejonie ulic Targowej i Ząbkowskiej na Pradze.
22 listopada żołnierze 1. kompanii Batalionu AK „Zośka” wysadzili pod Szymanowem niemiecki pociąg pośpieszny relacji Warszawa–Berlin. Z kolei na przełomie listopada i grudnia Armia Krajowa przeprowadziła w Warszawie serię ataków wymierzonych w niemiecką policję. 26 listopada żołnierze Batalionu Saperów Praskich ponownie zaatakowali „budy” policyjne w rejonie skrzyżowania Nowego Światu i Ordynackiej, podczas gdy żołnierze Oddziału Dyspozycyjnego „A” Kedywu Okręgu Warszawskiego AK uderzyli na niemieckie samochody policyjne przejeżdżające wiaduktem Mostu Poniatowskiego w pobliżu ul. Solec. Kolejne uderzenia przeprowadzono 2 grudnia. Tego dnia żołnierze Oddziału Dywersji Bojowej Obwodu V „Mokotów” (DB „19”) oraz żołnierze Batalionu Saperów Praskich zaatakowali niemieckie „budy” policyjne w rejonie skrzyżowania ulic Puławskiej i Rakowieckiej oraz na Wybrzeżu Gdańskim. Kilka dni później akcje wymierzone w warszawską Schutzpolizei zostały wstrzymane rozkazem dowódcy Okręgu Warszawskiego AK, płk. Antoniego Chruściela ps. „Monter”.
W pierwszej połowie grudnia oddział dyspozycyjny Kedywu Okręgu Warszawskiego AK pod dowództwem ppor. Józefa Czumy ps. „Skryty” przeprowadził udane ataki na niemieckie pociągi pośpieszne w rejonie Skrudy (4 grudnia) i Celestynowa (11/12 grudnia). Ponadto w listopadzie i grudniu AK i GL przeprowadziły jeszcze kilka innych akcji wymierzonych w niemiecki transport kolejowy.

## Śmierć Kutschery i jej konsekwencje

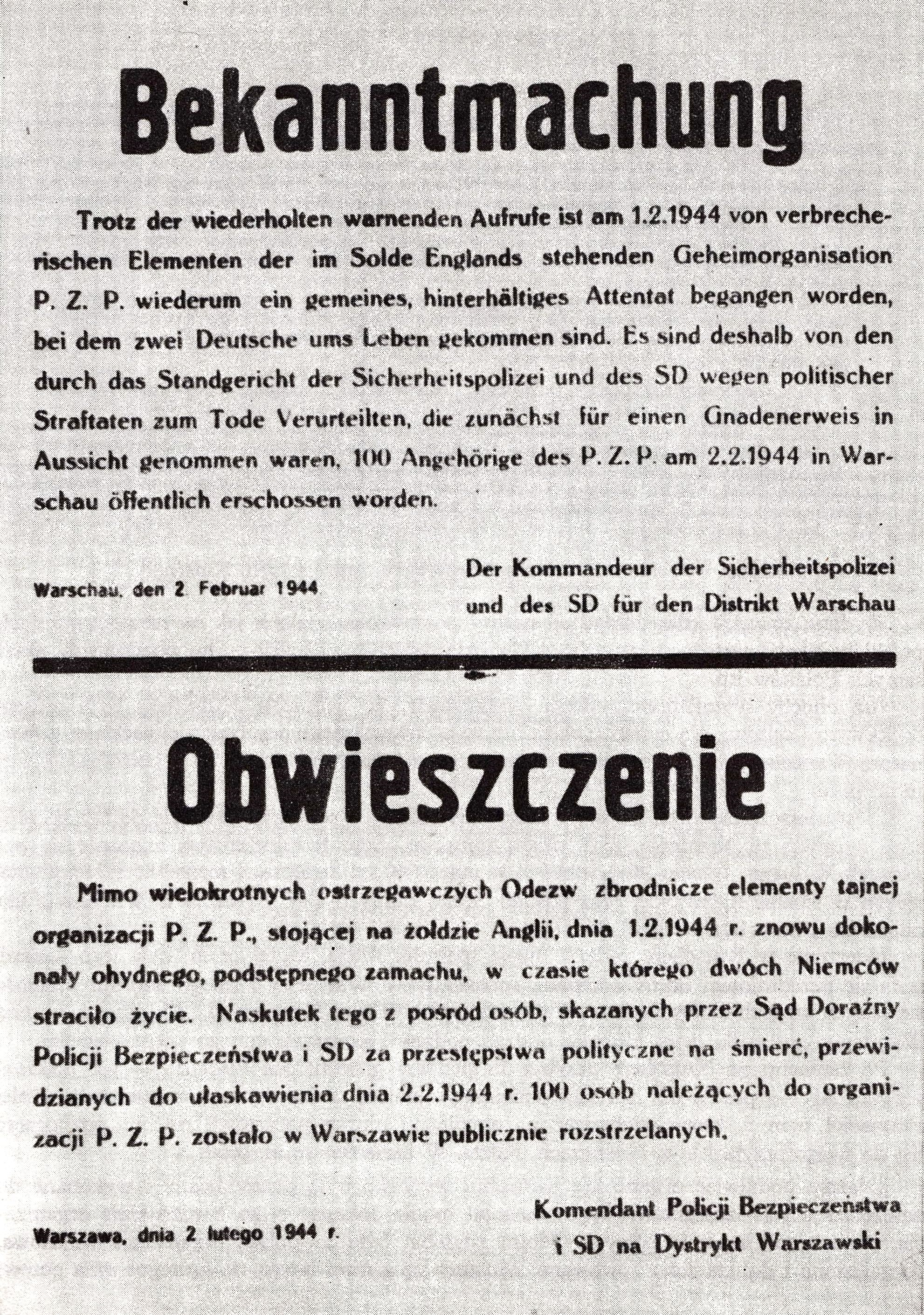
Obwieszczenie informujące o straceniu 100 polskich zakładników w dniu 2 lutego 1944

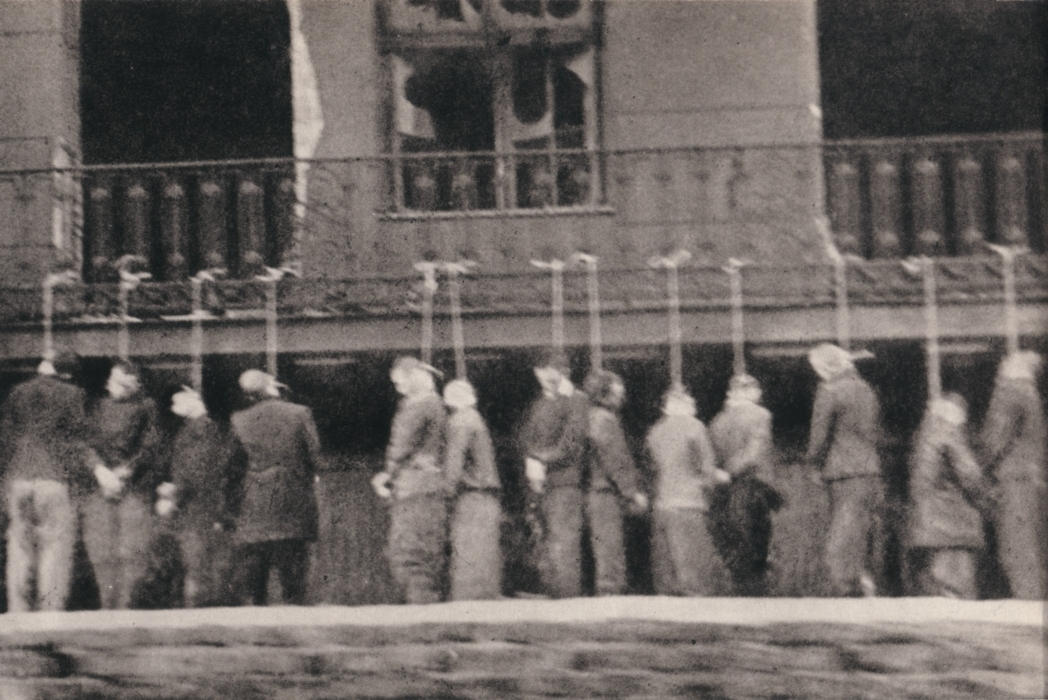
Więźniowie Pawiaka powieszeni na ul. Leszno

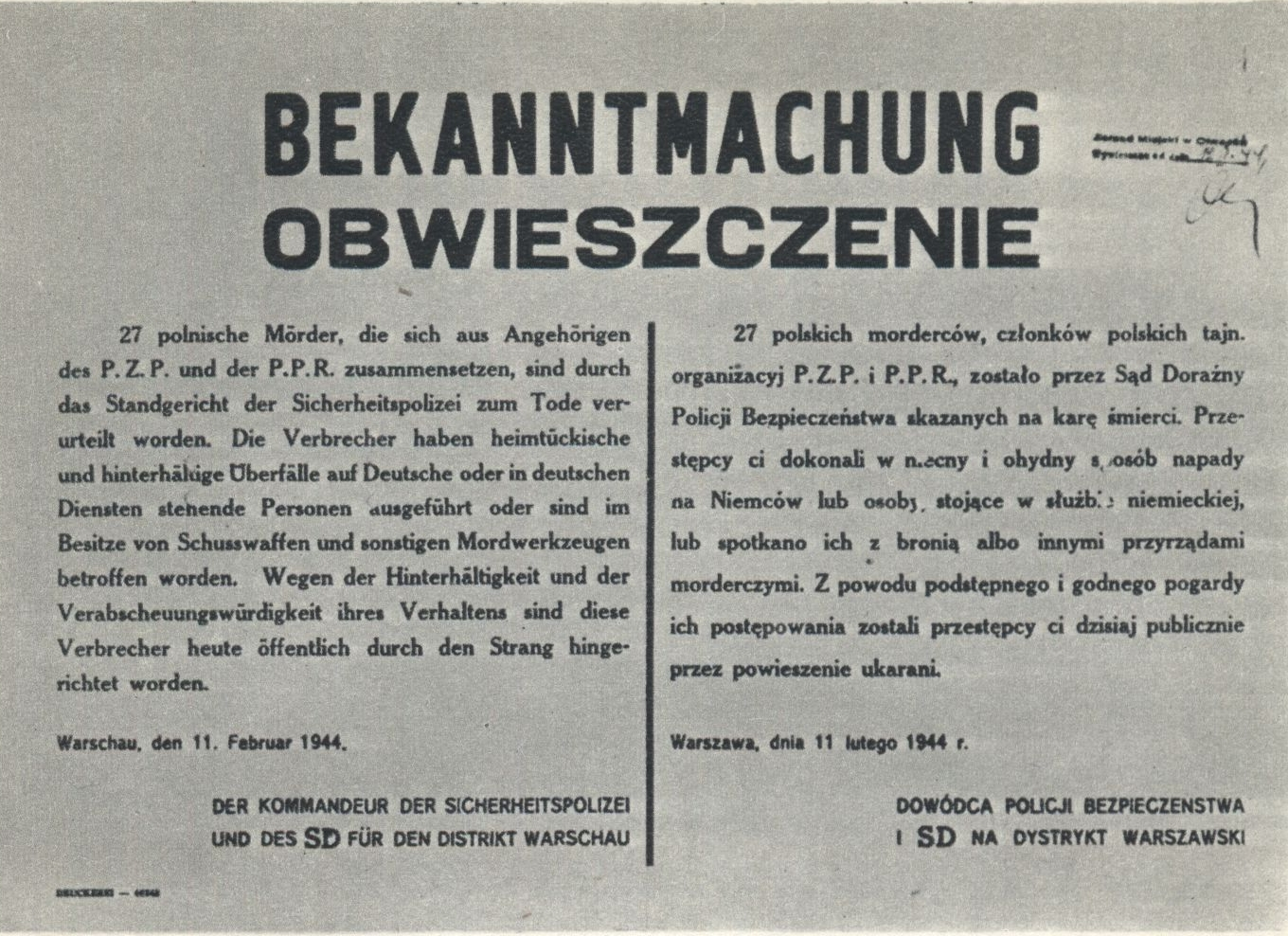
Obwieszczenie informujące o powieszeniu 27 zakładników w dniu 11 lutego 1944

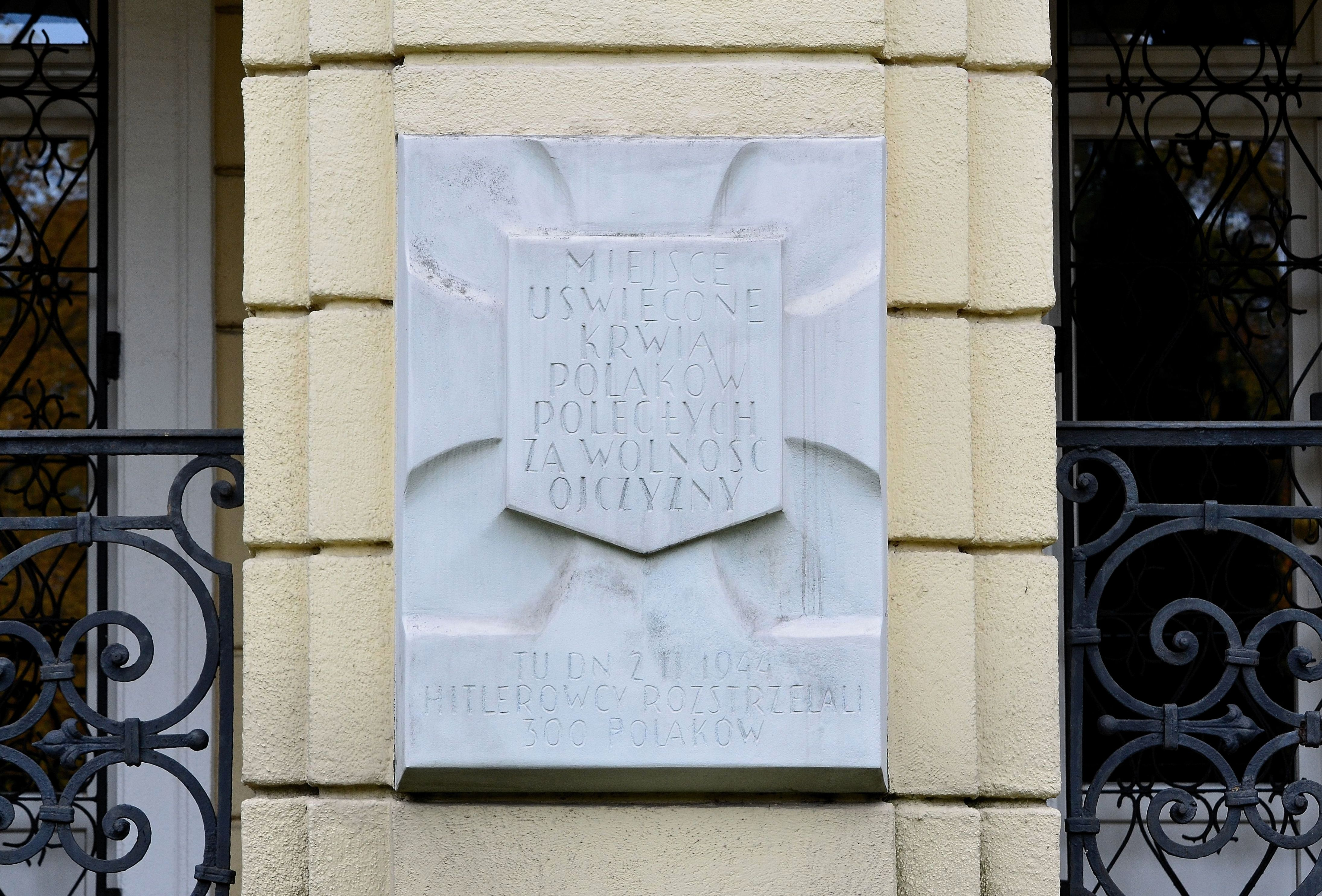
Tablica upamiętniająca egzekucję zakładników w Al. Ujazdowskich 21

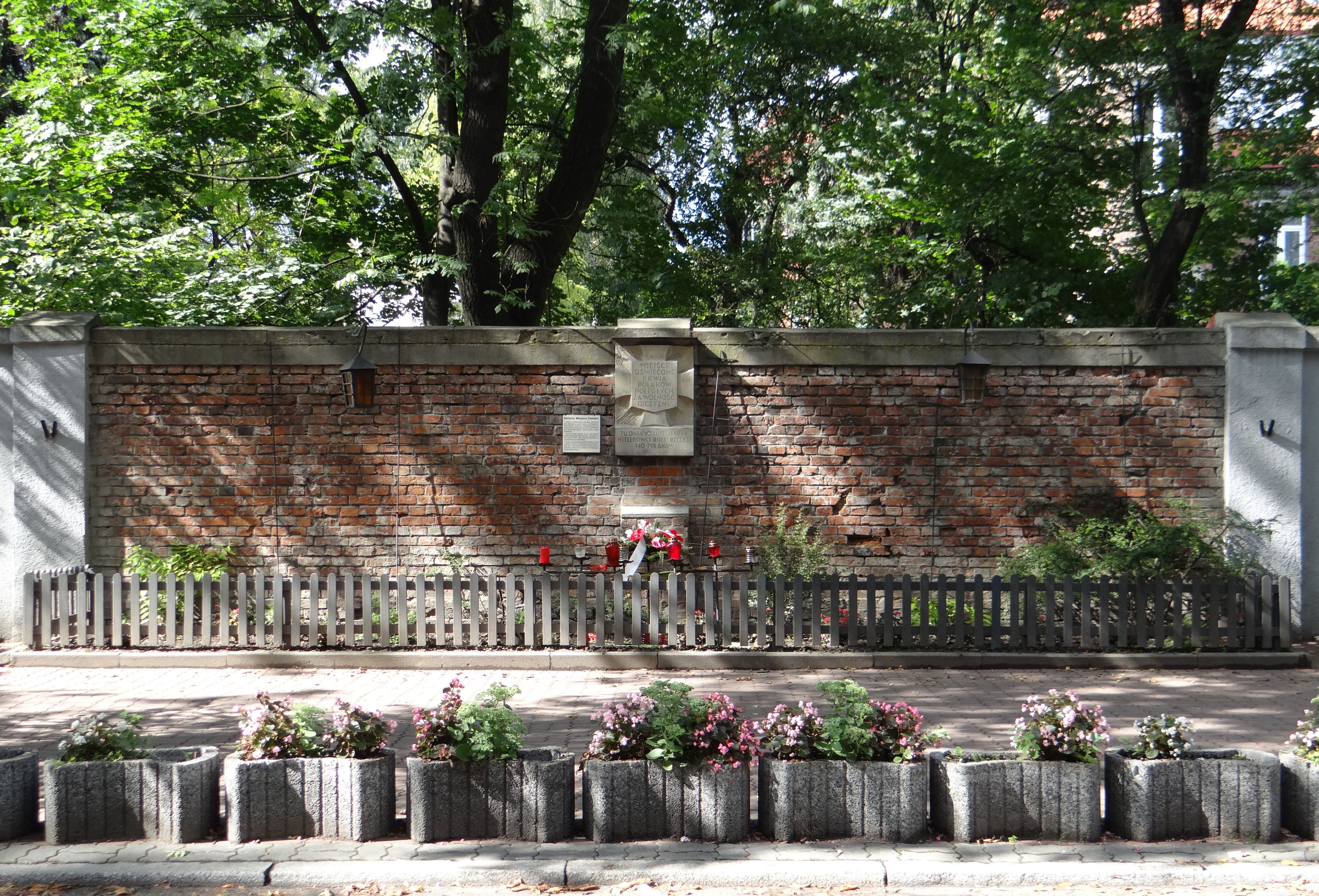
Tablica upamiętniająca egzekucję zakładników przy ul. Barskiej

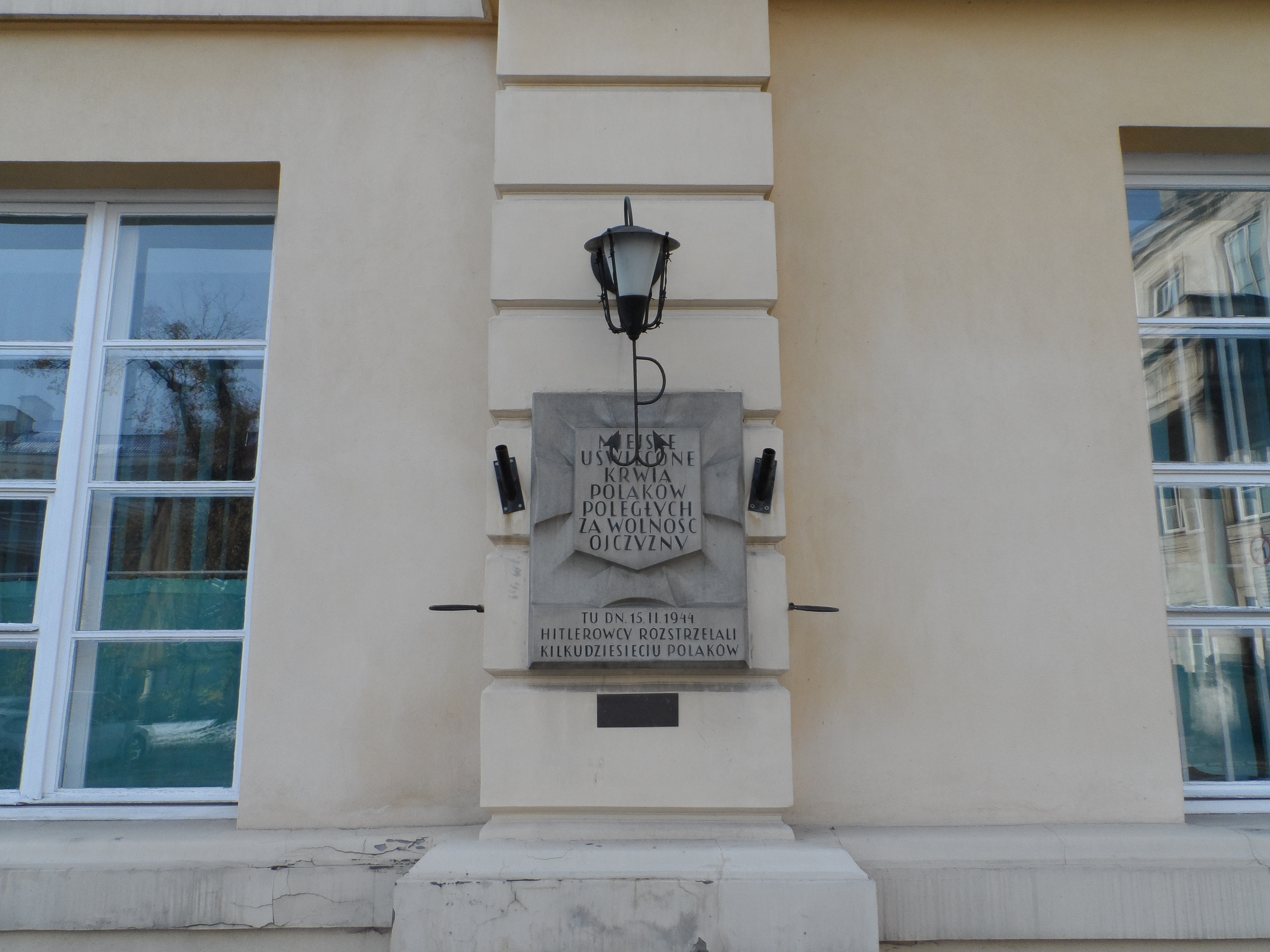
Tablica upamiętniająca egzekucję zakładników przy ul. Senatorskiej 6

Reakcją Niemców na akcje ruchu oporu były niemal każdorazowo masowe egzekucje zakładników. W tej sytuacji Kierownictwo Walki Podziemnej wydało wyrok śmierci na Kutscherę, będącego jak doskonale wiedziano spiritus movens polityki terroru (grudzień 1943). Za wykonanie wyroku miał odpowiadać dowódca Kedywu, pułkownik Emil Fieldorf ps. „Nil”. 1 lutego 1944 żołnierze oddziału „Pegaz” (znanego wcześniej pod nazwą „Agat”) dokonali w Alejach Ujazdowskich udanego zamachu na Dowódcę SS i Policji w dystrykcie warszawskim.
W odwecie za śmierć Kutschery Niemcy rozstrzelali następnego dnia 300 Polaków. 100 zakładników zamordowano w ulicznej egzekucji na rogu Al. Ujazdowskich i ul. Chopina (w pobliżu miejsca zamachu), a pozostałych 200 stracono w ruinach getta. Warszawę i okoliczne miejscowości obłożono kontrybucją w wysokości 100 mln złotych (z czego na samą stolicę przypadło 85 mln złotych). Przesunięto także początek godziny policyjnej na godzinę 19:00. Po raz pierwszy od jesieni 1943 okupanci zrezygnowali jednak z podania nazwisk rozstrzelanych do publicznej wiadomości.
Po śmierci Kutschery stolicę dotknęła kolejna fala rewizji i aresztowań. Gestapo i policja niemiecka obstawiały całe kompleksy domów, zatrzymując wszystkie podejrzane osoby. Tylko między 1 a 6 lutego aresztowano blisko 1800 Polaków. Z kolei 7 lutego Gestapo przeprowadziło kilkugodzinną rewizję w dwóch placówkach prowadzonych na Powiślu przez księży salezjanów – tj. w Zakładzie dla Sierot im. ks. Siemca (ul. Lipowa 14) oraz w Szkole Graficznej (ul. ks. Siemca 6). Aresztowano wówczas 17 księży, 14 braci zakonnych, 11 członków personelu oraz 8 wychowanków, z czego większość po pewnym czasie deportowano do obozu koncentracyjnego Auschwitz. Tego samego dnia Niemcy aresztowali również 15 księży i braci ze Zgromadzenia Misjonarzy św. Wincentego à Paulo, związanych z kościołem św. Krzyża na Krakowskim Przedmieściu. Wielu zatrzymanych zakonników zostało później deportowanych do obozów koncentracyjnych (m.in. ks. Jan Rzymełka, proboszcz parafii pw. św. Krzyża i superior domu zakonnego).
10 lutego Niemcy przeprowadzili kolejne dwie odwetowe egzekucje uliczne. Pierwsza miała miejsce pod murem okalającym kościół św. Jakuba przy ul. Barskiej na Ochocie, drugą przeprowadzono przy ul. Wolskiej 79/81 na Woli. Dokładna liczba ofiar tych egzekucji nie jest znana. W rozplakatowanym dwa dni później niemieckim obwieszczeniu znalazła się informacja, iż tego dnia straconych zostało 140 zakładników (bez podawania nazwisk). Konspiracyjne meldunki z Pawiaka wskazywały jednak, że w dniach 10–11 lutego 1944 rozstrzelanych zostało ok. 470 osób. Większość z nich zamordowano potajemnie w ruinach getta. Być może w jednej z egzekucji ulicznych zginął porucznik Jerzy Kleczkowski ps. „Ryś” – dowódca warszawskiego zespołu w oddziale AK „Osa”-„Kosa 30”.
11 lutego Niemcy po raz pierwszy od 1942 roku przeprowadzili publiczną egzekucję więźniów Pawiaka. Na balkonach spalonego domu przy ul. Leszno, naprzeciwko gmachu Sądów, powieszono 27 Polaków. Przez wiele godzin ciała zakładników zwisały bezpośrednio za murem dawnego getta (dzielącego Leszno na stronę „aryjską” i „niearyjską”). Przechodniom nie wolno było zatrzymywać się przy miejscu egzekucji, ale samą scenę można było obserwować bez przeszkód. Dziesięć dni później nazwiska powieszonych zostały opublikowane w gadzinowym „Nowym Kurierze Warszawskim”. W gronie ofiar znalazło się m.in. 12 żołnierzy VIII Rejonu Obwodu AK „Obroża”, aresztowanych w Radiowie, Laskach, Izabelinie, Lipkowie i innych miejscowościach w Kampinosie, a także kilku wychowanków Zakładu dla Sierot im. ks. Siemca. Powieszony został także Wojciech Łysakowski ps. „Wojtek” – żołnierz Kedywu, którego raniono i zatrzymano podczas ataku na niemieckie samochody policyjne przy ul. Puławskiej (2 grudnia 1943).
15 lutego przy ul. Senatorskiej 6 (róg Miodowej) Niemcy rozstrzelali około 40 mężczyzn przywiezionych z Pawiaka. Blisko 210 więźniów, w tym 18 kobiet, rozstrzelano także w ruinach getta. Jednym z zamordowanych tego dnia zakładników był Wiktor Wirgiliusz Mieczkowski (lekarz, działacz harcerstwa, komendant Okręgu Centrum Chorągwi Warszawskiej Szarych Szeregów). Przez następne dni warszawiacy licznie gromadzili się na miejscu egzekucji przy ul. Senatorskiej, przynosząc świeczki i kwiaty. 17 lutego w godzinach wieczornych niemiecki patrol bez ostrzeżenia ostrzelał zgromadzonych, zabijając lub raniąc kilku ludzi. Około 20 osób zatrzymano i zawieziono na Szucha.
Egzekucja na ul. Senatorskiej była ostatnią uliczną egzekucją w Warszawie, przeprowadzoną przez Niemców przed wybuchem powstania warszawskiego. Udany zamach na Kutscherę przekonał niemieckie władze okupacyjne, że obrana przez niego taktyka przynosi skutki odwrotne do zamierzonych. Nie zdołano spacyfikować Warszawy, nie udało się także wywołać rozdźwięku pomiędzy polskim podziemiem a ludnością cywilną. Za swój jedyny namacalny „sukces” Niemcy mogli uznać bolesne straty osobowe zadane ludności Warszawy. Stosowany na ślepo terror zwiększył natomiast determinację ruchu oporu, a wiele jednostek dotychczas biernych skłonił do włączenia się w działalność podziemną. Wyrazem nastrojów władz okupacyjnych było zdanie wypowiedziane po zamachu na Kutscherę przez jednego z wysokich rangą niemieckich oficerów: „struny naciągnięte do ostateczności mogą lada chwila pęknąć”.
Po śmierci Kutschery niemiecki terror w Warszawie odczuwalnie zelżał. SS-Oberführer Paul Otto Geibel, nowy Dowódca SS i Policji na dystrykt warszawski, zrezygnował z rozstrzeliwania zakładników na ulicach miasta. Niemcy częściowo zaprzestali także informowania o rozstrzelaniu więźniów za pośrednictwem ogłoszeń megafonowych i afiszy. Wyraźnie wyczuwalne było dążenie okupantów, aby nie stwarzać Polakom okazji do manifestacji uczuć patriotycznych. Nadal przeprowadzane były jednak masowe egzekucje w ruinach getta warszawskiego.

## Ofiary
W komunikatach megafonowych i afiszach, opublikowanych w Warszawie w okresie między 15 października 1943 a 15 lutego 1944, niemieckie władze okupacyjne przyznały się do stracenia 1763 polskich zakładników. W rzeczywistości liczba ofiar była jednak o wiele większa. Świadczyć mogą o tym m.in. meldunki wywiadu AK, oparte na informacjach uzyskanych z konspiracyjnej komórki na Pawiaku. Polscy historycy szacują, że w tym okresie zamordowano w stolicy co najmniej 5000 osób. Oznaczałoby to, iż w czasie rządów Kutschery ginęło w Warszawie około 270–300 osób tygodniowo. Ofiary, których nazwiska nie zostały wymienione w niemieckich obwieszczeniach, pozostają w większości wypadków anonimowe. Wynika to z faktu, iż osoby zatrzymane podczas ulicznych łapanek nie były wciągane do więziennej ewidencji, podczas pobytu na Pawiaku przetrzymywano je w ścisłej izolacji od pozostałych więźniów, natomiast ciała rozstrzelanych palono w getcie wraz z dokumentami.
Zdecydowana większość ofiar straconych w okresie między 15 października 1943 a 15 lutego 1944 zginęła w potajemnych egzekucjach na terenie getta. W tym okresie na ulicach Warszawy miało jednak miejsce od 32 do 38 jawnych egzekucji. Z obliczeń Władysława Bartoszewskiego i Reginy Domańskiej wynika, że zamordowano w ten sposób co najmniej 1200 osób. Do tego należy dodać około 80–100 więźniów Pawiaka rozstrzelanych na ulicach miejscowości podwarszawskich.

## Sprawcy
Odpowiedzialność za zbrodnie popełnione w Warszawie w okresie między 15 października 1943 a 15 lutego 1944 spada w pierwszym rzędzie na SS-Brigadeführera Franza Kutscherę, Dowódcę SS i Policji na dystrykt warszawski, oraz na gubernatora dystryktu warszawskiego – Ludwiga Fischera. W ścisłym kierownictwie akcji eksterminacyjnej znajdował się także SS-Obersturmbannführer dr Ludwig Hahn – komendant SD i policji bezpieczeństwa w dystrykcie warszawskim (KdS), będący de facto „osobą nr 2” w niemieckim aparacie policyjnym w Warszawie.
Planowaniem i nadzorowaniem masowych represji zajmował się także SS-Sturmbannführer Walter Stamm – kierownik Wydziału IV w urzędzie komendanta SD i policji bezpieczeństwa na dystrykt warszawski. Jawnymi i potajemnymi egzekucjami polskich zakładników kierowali wielokrotnie: SS-Hauptsturmführer Paul Werner (zastępca Stamma), SS-Obersturmführer Norbert Bergh-Trips oraz SS-Obersturmführer Walter Witossek. Ten ostatni często przewodniczył policyjnemu sądowi doraźnemu, masowo zatwierdzającemu wyroki śmierci na polskich zakładników i więźniów politycznych. W skład Standgerichtu wielokrotnie powoływani byli również SS-Untersturmführer G. Schneider i SS-Sturmscharführer Rudolf Hornig. Z kolei łapanki i uliczne egzekucje były zazwyczaj przeprowadzane przez funkcjonariuszy niemieckiej Schutzpolizei (policji ochronnej), których ludność polska nazywała potocznie „żandarmami”. Od czerwca 1943 funkcję komendanta Schutzpolizei w dystrykcie warszawskim pełnił podpułkownik policji Wilhelm Rodewald. W egzekucjach niejednokrotnie uczestniczyli również członkowie załogi Pawiaka, w tym dwaj znani z brutalności szefowie zmian – SS-Oberscharführer Otto Zander i SS-Unterscharführer Engelbert Frühwirth.
3 marca 1947 roku Ludwig Fischer został skazany wyrokiem Najwyższego Trybunału Narodowego na karę śmierci. Wyrok wykonano. Ludwig Hahn przez wiele lat mieszkał w Hamburgu pod swoim prawdziwym nazwiskiem. Przed sądem stanął dopiero w 1972 i po trwającym rok procesie skazany został na karę 12 lat pozbawienia wolności. W kolejnym procesie, dotyczącym tym razem jego udziału w masowych deportacjach warszawskich Żydów do obozu zagłady w Treblince, hamburski sąd przysięgłych skazał go na karę dożywotniego pozbawienia wolności (1975). Hahn wyszedł jednak na wolność w 1983 i zmarł trzy lata później. Prokuratura w Hamburgu prowadziła również śledztwo przeciw Walterowi Stammowi, który zmarł jednak zanim akt oskarżenia został skierowany do sądu (1970).
Walter Witossek popełnił samobójstwo w 1945 roku. Paul Werner przeżył wojnę jednak jego dalsze losy nie są znane. Engelbert Frühwirth zmarł w Wiedniu w 1964 roku, przed zakończeniem prowadzonego przeciw niemu śledztwa. Norbert Bergh-Tripps, ostatni komendant Pawiaka, zmarł w 1980 roku – nieosądzony za zbrodnie popełnione w Warszawie. Prowadzone przeciw niemu śledztwo zostało umorzone przez austriacką prokuraturę.

## Upamiętnienie
Miejsca i ofiary ulicznych egzekucji, przeprowadzanych w Warszawie w okresie między 16 października 1943 a 15 lutego 1944, upamiętnia 31 pamiątkowych tablic i niewielkich pomników. Zdecydowana większość z nich to wykonane z piaskowca tablice projektu Karola Tchorka (26). Kilka tablic zostało umieszczonych na fragmentach zachowanych murów z czasów okupacji.